# Gryfice
Gryfice (niem. Greifenberg in Pommern) – miasto w północno-zachodniej Polsce, w woj. zachodniopomorskim, w powiecie gryfickim, siedziba gminy miejsko-wiejskiej Gryfice.
Położone na Pobrzeżu Szczecińskim, nad rzeką Regą, w odległości 22 km od Morza Bałtyckiego.
Według danych GUS z 31 grudnia 2021 r., Gryfice liczyły 15 728 mieszkańców i były pod względem liczby ludności trzynastym miastem w województwie zachodniopomorskim.
Gryfice to lokalny ośrodek usługowo-przemysłowy, a także węzeł komunikacyjny, w którym zbiegają się trzy drogi wojewódzkie i linia kolejowa. Miasto stanowi centrum administracyjne powiatu – znajdują się tu m.in. starostwo, sąd rejonowy, prokuratura rejonowa, komenda powiatowa Policji i Państwowej Straży Pożarnej.

## Położenie
Gryfice leżą w północnej części woj. zachodniopomorskiego, w środkowej części powiatu gryfickiego, w środkowo-wschodniej części gminy Gryfice.
Miasto położone jest na Równinie Gryfickiej, jednym z mezoregionów Pobrzeża Szczecińskiego. Gryfice leżą nad Regą i są oddalone ok. 22 km od Morza Bałtyckiego.
Historycznie Gryfice były położone w północnej części Pomorza Tylnego, od 1723 roku w powiecie greifenberdzkim; od 1816 do 1945 roku w prowincji Pomorze; do 1938 r. w rejencji szczecińskiej, następnie przez 7 lat w rejencji koszalińskiej. Od 1945 roku w granicach Polski, początkowo w Okręgu Pomorze Zachodnie, w latach 1946-1975 w tzw. dużym województwie szczecińskim, a w latach 1975–1998 w tzw. małym województwie szczecińskim, a od 1 stycznia 1999 roku w województwie zachodniopomorskim. W latach 1960–1972 miasto było siedzibą władz gromady Gryfice, ale do niej nie należało.
Według danych z 1 stycznia 2009 powierzchnia miasta wynosi 12,4 km². Rozciągłość zabudowań miejskich w kierunku południkowym wynosi ok. 2,6 km, a w kierunku równoleżnikowym ok. 2,7 km.

## Środowisko naturalne

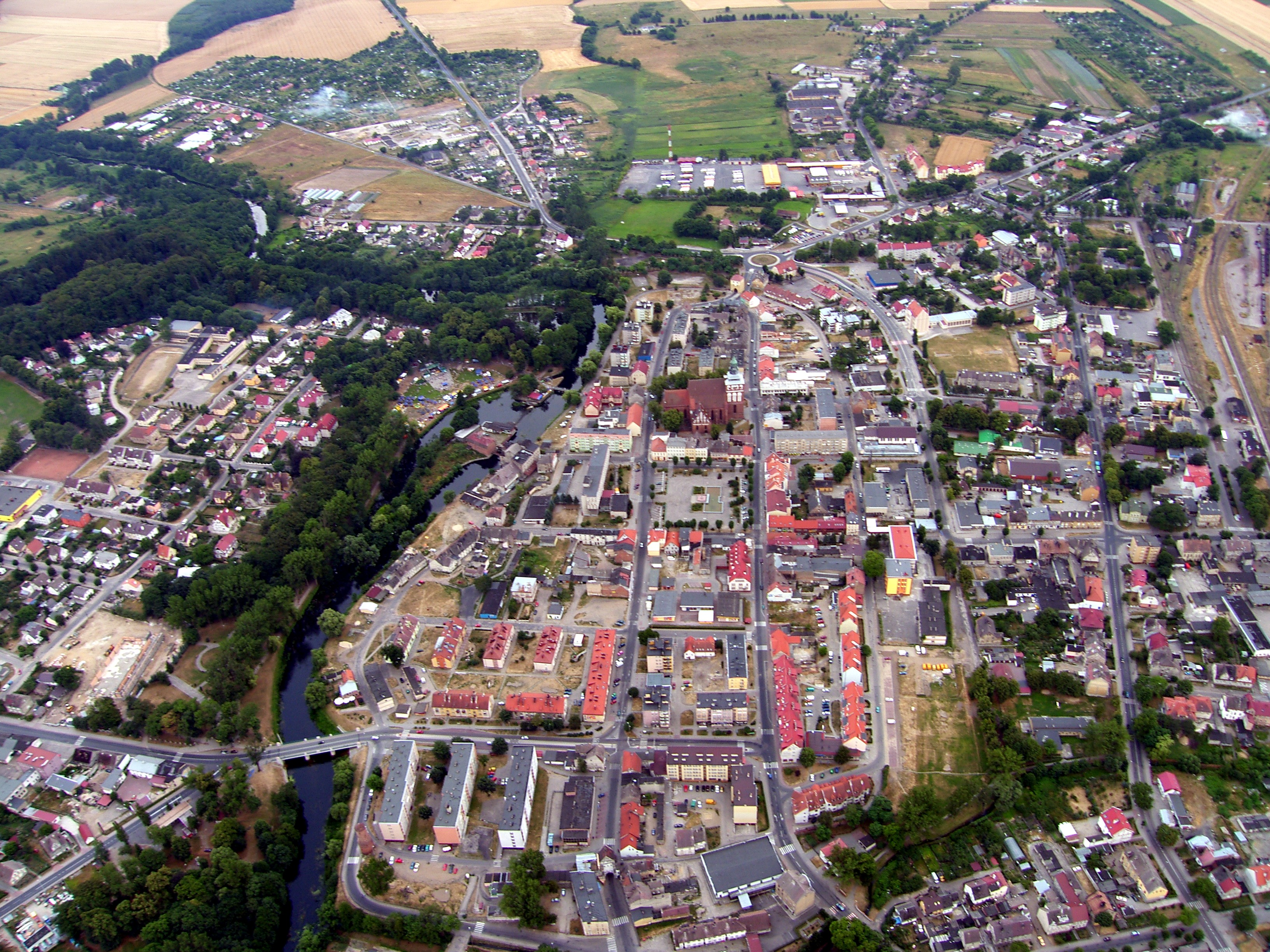
Widok na centrum miasta

Obszar gminy Gryfice znajduje się w północnej części wału pomorskiego, w strefie jednostki strukturalnej bloku Gryfic. Jednostka ta charakteryzuje się stosunkowo wysokim położeniem osadów jury dolnej, które tworzą tzw. antyklinę Gryfic.
Centrum miasta położone jest na wysokości 17–19 m n.p.m., wschodnia i południowa część miasta na poziomie 25–45 m n.p.m. Najniższym obszarem jest dno doliny Regi 10–14 m n.p.m. Punktem charakterystycznym jest Góra Straceń – 32 m n.p.m. We wschodniej części miasta znajduje się Lubieszewska Góra (46,8 m n.p.m.), a pod zachodnimi granicami Gryfic wzniesienie Kamieniec (43 m n.p.m.).
Powierzchnia lasów i gruntów leśnych w obrębie miasta wynosiła w 2008 r. 66 ha, co daje lesistość na poziomie 5,32%. Użytki rolne na obszarze miasta obejmowały 570 ha, czyli 45,97%.
Klimat miasta ma cechy zbliżone do klimatu morskiego. Charakteryzuje się małą amplitudą roczną; sezonową i dzienną temperaturą powietrza; dużą wilgotnością i wietrznością; krótkim okresem występowania zimy; chłodniejszym latem; łagodniejszą zimą, oraz dużą wilgotnością powietrza i znaczną ilością opadów.
Przez miasto płynie jedna z największych rzek Pomorza – Rega. Jest drugą rzeką pod względem wielkości zasobów wodnych byłego woj. szczecińskiego. Na Redze wytyczono szlak kajakowy. W Gryficach do Regi uchodzą 3 kanały. Pierwszy z nich prawobrzeżny kanał Starkowo o długości 5,5 km łączy się z rzeką przy ul. Spacerowej. Drugi lewobrzeżny kanał Brodniki o długości 3,6 km uchodzi przy ul. Murarskiej, a trzeci także lewobrzeżny kanał „Gryfice A” o długości 4,38 km przy wieży Prochowej przy ul. Nabrzeżnej.
| Rodzaj                             | Powierzchnia | %      |
| ---------------------------------- | ------------ | ------ |
| Użytki rolne                       | 570 ha       | 45,97% |
| Tereny mieszkalne                  | 166 ha       | 13,39% |
| Inne tereny zabudowane             | 99 ha        | 7,98%  |
| Drogi                              | 93 ha        | 7,50%  |
| Tereny przemysłowe                 | 71 ha        | 5,73%  |
| Lasy i grunty leśne                | 66 ha        | 5,32%  |
| Zurbanizowane tereny niezabudowane | 34 ha        | 2,74%  |
| Nieużytki                          | 34 ha        | 2,74%  |
| Tereny rekreacyjno-wypoczynkowe    | 30 ha        | 2,42%  |
| Drogi kolejowe                     | 23 ha        | 1,85%  |
| Wody płynące                       | 20 ha        | 1,61%  |
| Nieużytki gruntów rolnych          | 19 ha        | 1,53%  |
| Tereny różne                       | 15 ha        | 1,21%  |
| Powierzchnia miasta (Σ)            | 1240 ha      | 100%   |

Użytki zielone na terenie miasta mają gleby klasy III–V, natomiast grunty orne gleby klasy IIIa, IIIb, IVa, IV b oraz VI.

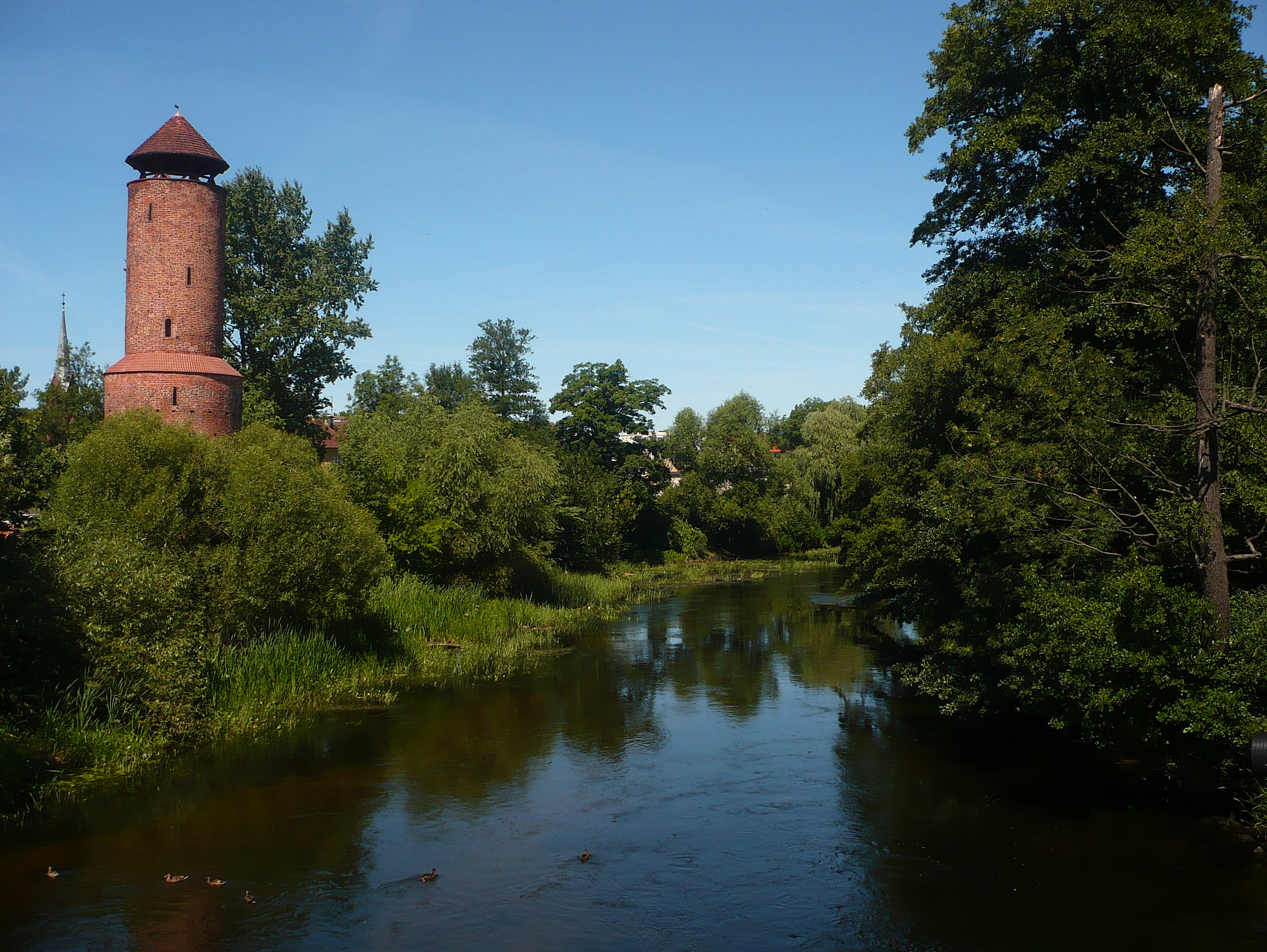
Rzeka Rega z gryfickiego mostu

Miasto jest położone w wąskiej dolinie rzeki Regi, która stanowi korytarzem ekologicznym o ponadregionalnym znaczeniu. Jest to droga migracji kilku gatunków ryb szlachetnych na tarliska, a także szlak migracji oraz miejsce bytowania wielu innych gatunków fauny. W 2003 roku w propozycji zespołu przyrodniczo-krajobrazowego wskazano zabezpieczenie skarp nadrzecznych w parku leśnym w Gryficach, aby zapobiec ich dewastacji.
Na Redze został utworzony całoroczny obręb ochronny, gdzie zabrania się połowu ryb oraz czynności szkodliwych dla ryb. Obręb obejmuje rzekę od jazu stałego do mostu betonowego.

## Historia

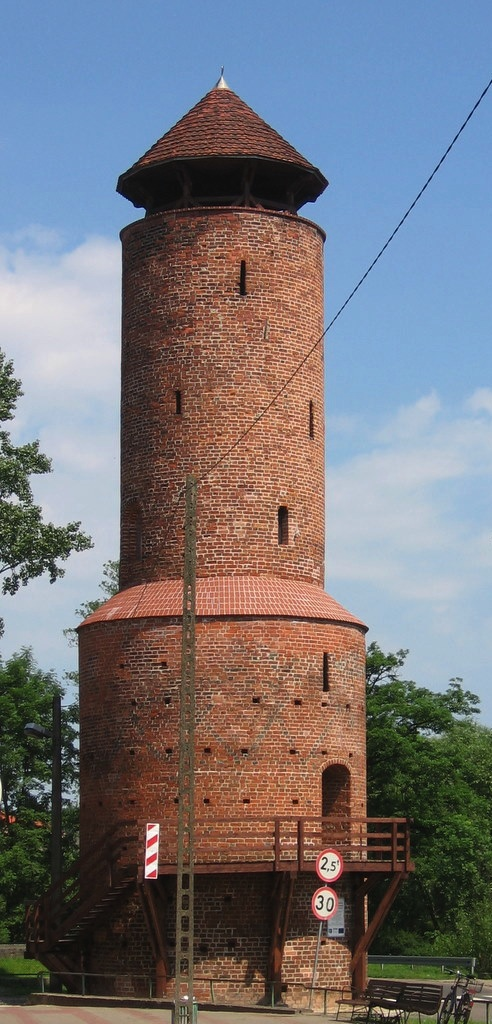
Baszta Prochowa

Z badań przeprowadzonych przez niemieckich i polskich archeologów wynika, że ziemia gryficka była zasiedlona w okresie neolitu (młodszy okres kamienia). W II w. n.e. ziemie pomorskie od Zalewu Szczecińskiego na wschód po rzekę Wieprzę były zasiedlone przez Sidinów.
We wczesnym średniowieczu tereny ziemi gryfickiej zamieszkiwały plemiona zachodnich Pomorzan. Były to kręgi wpływów (zgodnie z nowszymi badaniami) Wolinian, Pyrzyczan i Brzeżan. Współczesne badania archeologiczne nie potwierdzają ciągłości osadniczej sięgającej dla Gryfic V okresowi brązu (okres halsztacki) – kultury łużyckiej czy późniejszego – kultury jastorfskiej.
W czasach Mieszka I i Bolesława Chrobrego ziemie te na krótko były przyłączane do państwa polskiego. W 1121 (lub w 1119 r.) na ziemi gryfickiej miała miejsce bitwa pod Niekładzem, w której Bolesław Krzywousty pobił wojska Pomorza Zachodniego dowodzone przez książąt: Warcisława I i Świętopełka.
W połowie XIII wieku Pomorzem rządzili książęta z pomorskiej dynastii Gryfitów. W 1262 Warcisław III podpisał dokument lokacyjny na prawie lubeckim, w którym osiedle w okolicach dolnego biegu rzeki Regi otrzymało prawa miejskie. Po śmierci Warcisława III, właścicielem jego ziem został Barnim I, który nadał miastu jego pierwszą właściwą nazwę Gryfia Góra – miasto nad Regą (łac. Civitat Griphemberch super Regam).
Pod koniec XIII wieku rozpoczęto budowę ceglanego kościoła mariackiego o trzech nawach, a w 1300 budowę murów obronnych otaczających miasto wraz z pozostałymi fortyfikacjami. Powstaje również ratusz miejski. W jednym z dokumentów z 1386, wymieniona została szkoła łacińska w Gryficach, którą powszechnie określa się jako najstarszą szkołę łacińską na Pomorzu.
Rozwijał się handel morski i żegluga na rzece Redze. W XIV w. Gryfice stały się pośrednim członkiem Hanzy. W latach 1394–1401, miasto brało udział w zwalczaniu piratów, tzw. „Braci Witalijskich” W XV i XVI wieku kilkakrotnie dochodziło do sporów połowowych i handlowych z położonym na północ od Gryfic – Trzebiatowem (z klasztorem norbertanów w Białobokach w XIV wieku). W 1464 Otton III nadał Gryficom przywilej bicia własnej monety, którego miasto nigdy nie wykorzystało.
Po reformacji – w 1534 kościół farny stał się własnością Kościoła luterańskiego. W 1580 otwarto tu szkołę dla dziewcząt. Przemarsz wojsk brunszwickich w latach 60. XVI w. przez Gryfice (I wojna północna) – spowodował wiele zniszczeń i strat w gospodarce miejskiej, a w dalszej kolei, regres gospodarczy trwający do 2. połowy XVII wieku. W 1595 i 1620 miały miejsce rebelie, podniesione przez niezadowolonych rzemieślników. Od 1603 działa tu bractwo kurkowe.

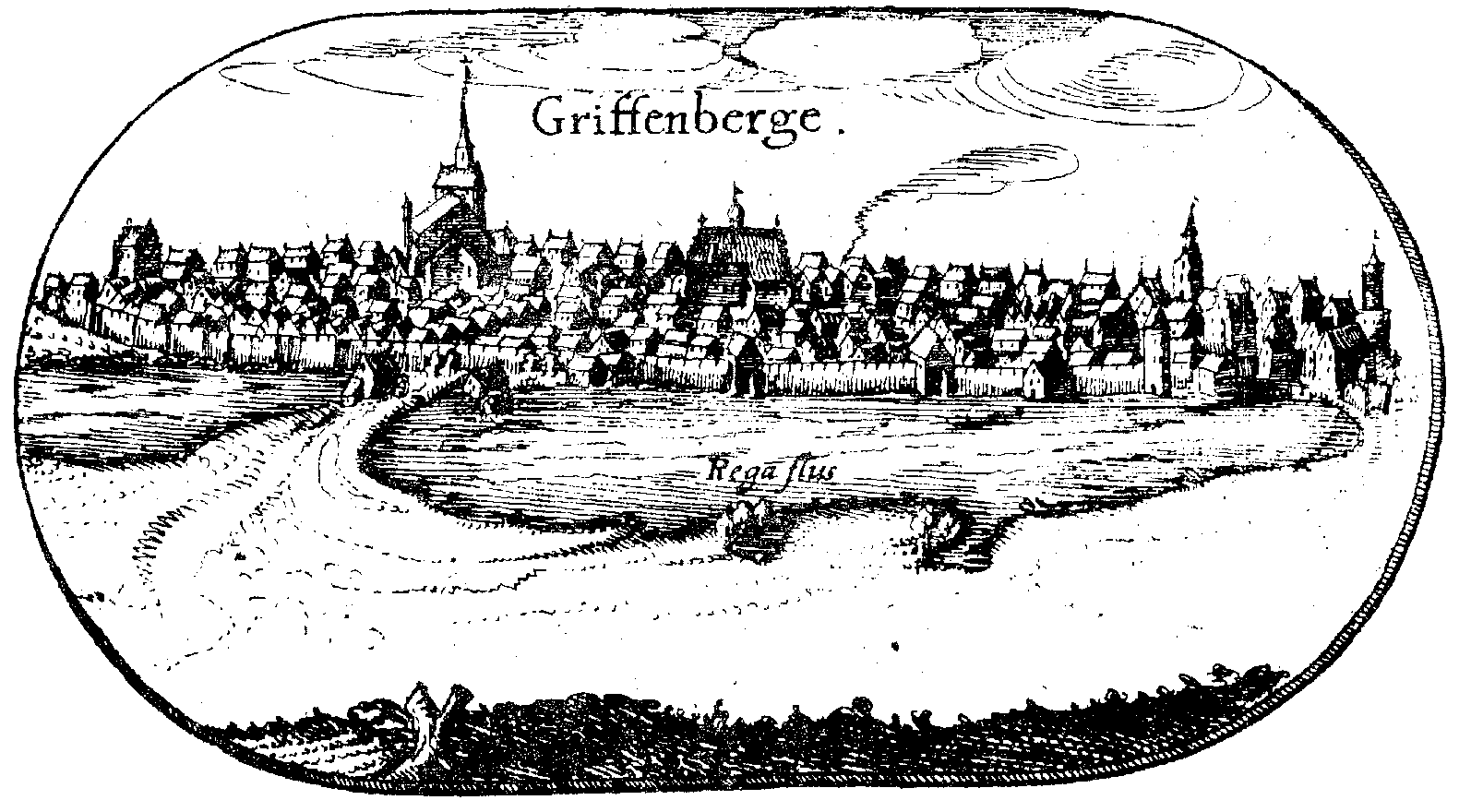
Panorama Gryfic według Johanna Wolfarta na Wielkiej Mapie Księstwa Pomorskiego Lubinusa (1618 r.)

W 1618 rozpoczęła się wojna trzydziestoletnia, która przerwała rozwój miasta. Wojska cesarskie dalej plądrowały okoliczne wsie i miasto, aż do czasu pojawienia się w sierpniu 1630 wojsk szwedzkich. Gryfice przeżywały kolejny okres klęsk, trwóg i zniszczeń. W 1637 umarł ostatni Gryfita – Bogusław XIV. Postanowieniem pokoju westfalskiego miasto w 1648 zostało włączone do Brandenburgii-Prus.
W 1657 w okolice Gryfic w pogoni za Szwedami podeszły zagony jazdy Stefana Czarnieckiego. Ogromne straty wyrządziły miastu pożary i epidemie. Największy pożar miał miejsce w 1658. Strawił całą południowo-zachodnią część miasta. Kolejny pożar w 1668 zniszczył ponownie większość miasta. Upamiętnieniem tych wydarzeń, stała się doroczna uroczystość – „Święto Ognia”, obchodzoną w Gryficach do XVIII w.
W XVIII wieku nastąpiło ożywienie gospodarcze. W 2. połowie XVIII wieku (wojna siedmioletnia) miasto było zajmowane trzykrotnie przez wojska carycy Elżbiety.

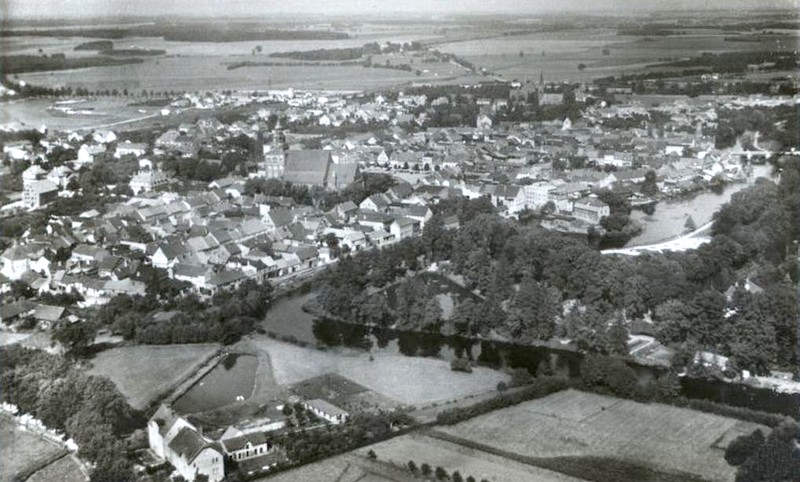
Panorama Gryfic (1940 r.)

Na początku XIX wieku liczba mieszkańców wzrosła do ok. 3 tys. Doprowadziło to do rozbudowy miasta. Od 1816 w wyniku reformy administracyjnej miasto stało się siedzibą powiatu w prowincji Pomorze. Przełom XIX i XX wieku przyniósł dalszy rozwój gospodarczy miasta, na którego terenie wybudowano cukrownię, fabrykę wyrobów ceramicznych i pieców, krochmalnię, fabrykę marmolady. Gryfice uzyskały połączenie kolejowe w 1882 dzięki budowie linii Dąbie – Kołobrzeg.
W czasie II wojny światowej Niemcy utworzyli w mieście cztery podobozy pracy przymusowej obozu jenieckiego Stalag II D. Gryfice przetrwały większą część II wojny światowej bez zniszczeń. Armia Czerwona zajęła je w marcu 1945. Na skutek celowych podpaleń dokonywanych przez sowieckich żołnierzy zaraz po zajęciu miasta zniszczeniu uległo 318 obiektów, co stanowiło 40% zabudowy miasta.
W 1945 miasto zostało włączone do Polski. Pozostałą w mieście ludność wysiedlono do Niemiec. W początkach lat 50. XX w. miały miejsce wypadki gryfickie. Wystąpiły przypadki stosowania przymusu oraz nadużycia przy egzekwowaniu planowanych dostaw zboża od rolników – tzw. „kułaków”. Celem tych działań było uzyskanie odpowiednich kontyngentów rolnych i przygotowanie akcji pod kolektywizację wsi. Dochodziło do łamania praworządności, w którym udział miały władze lokalne, organa ścigania i związek młodzieżowy ZMP. Zakończyły się one procesem 25 maja 1951 w Gryficach.
Od 1970 Gryfice były siedzibą dowództwa 26 Brygady Artylerii OPK. W tym roku oddano także do użytku, obecny budynek ratusza. W 1982 zakończono budowę szpitala.
W latach 1945–1998 miasto należało do woj. szczecińskiego. 1 stycznia 1999 Gryfice stały się ponownie siedzibą powiatu. Pod koniec 2001 rozformowano gryficką jednostkę wojskową.

### Etnografia
Na gruncie autochtonicznej kultury dawnych plemion pomorskich (tzw. Wendów), na ziemiach gryfickich nawarstwiały się wpływy obce, przenoszone przez kolejne fale osadnictwa, reprezentujące różne kultury regionalne z różnych okresów historii od XII w. po XIX w.
Proces ten spowodował zatarcie kulturowych różnic, które jeszcze we wczesnym średniowieczu pozwoliły na określenie ich odrębności. Przykładem mogą być Wolinianie, Brzeżanie czy Pyrzyczanie. Te, które spotykane były w XIX w. czy po II wojnie światowej w samych Gryficach, w dialektyce i etnografii są wynikiem procesów różnicujących, spowodowanych migracją ludności. Przykładami mogą być: kolejny etap germanizacji, napływ polskich robotników w XIX w. czy masowe przesiedlenia repatriacyjne po 1945 r.
Na procesy asymilacyjne w ludowej kulturze regionu oddziaływały dwa czynniki: ilościowy wzrost żywiołu niemieckiego i normatywna działalność władz terenowych, które reprezentowały niemiecką, a po 1945 r. radziecką i polską specyfikę kulturową.

## Toponimia

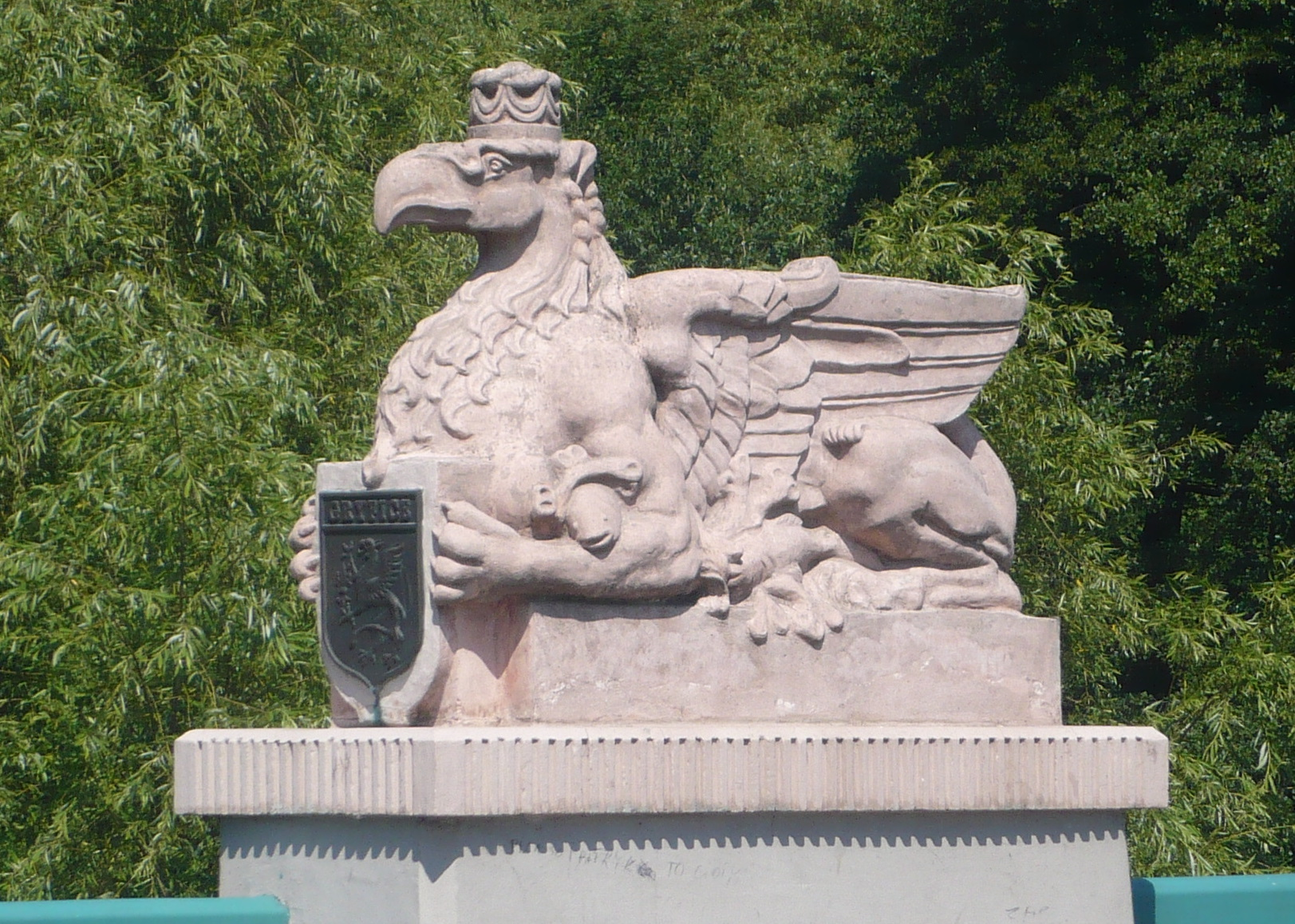
Gryf z herbem na gryfickim moście

Nowe miasto nad Regą (łac. Nova civitas supra Regam) było lokowane na prawie lubeckim w 1262 r. Dopiero po śmierci Warcisława III, jego kuzyn Barnim I nadał miastu nazwę Gryfia Góra – miasto nad Regą (łac. Civitat Griphemberch super Regam). Niemiecka nazwa miasta Greifenberg in Pommern – wywodzi się od łacińskiej nazwy griphus i późniejszego niemieckiego słowa Grief(f), Greif(f) (pol. gryf). Drugi człon -berg zawarty jest w wielu niemieckich nazwach miast i dosłownie oznacza górę – zatem nazwę tę można tłumaczyć jako „Gryfia Góra”, bądź „Góra Gryfitów”, odnoszącej się do nazwy dynastii książąt pomorskich, która fundowała miasto i od której miasto przyjęło gryfa do swojego herbu.
Podobną niemiecką nazwę – Greiffenberg miało miasto Gryfów Śląski. Nazwę Greifenberg nosi np. niemiecka gmina w południowej Bawarii, miasto w Brandenburgii, szczyt w Alpach Wschodnich i inne.
Od czerwca 1945 do czerwca 1946 r. władze polskie przejściowo używały nazwy Zagórze. Do dziś wylotowa ulica w Trzebiatowie, w kierunku Gryfic – nosi nazwę Zagórska. Równolegle w nieoficjalnym obiegu funkcjonowała nazwa Gryfów nad Regą. Obecna nazwa miasta Gryfice formalnie obowiązuje od 19 maja 1946. Wprowadzono ją w życie w czerwcu 1946. Podobną nazwę w woj. zachodniopomorskim ma także miasto Gryfino (niem. Greifenhagen), w herbie którego również jest gryf.

## Symbole miasta

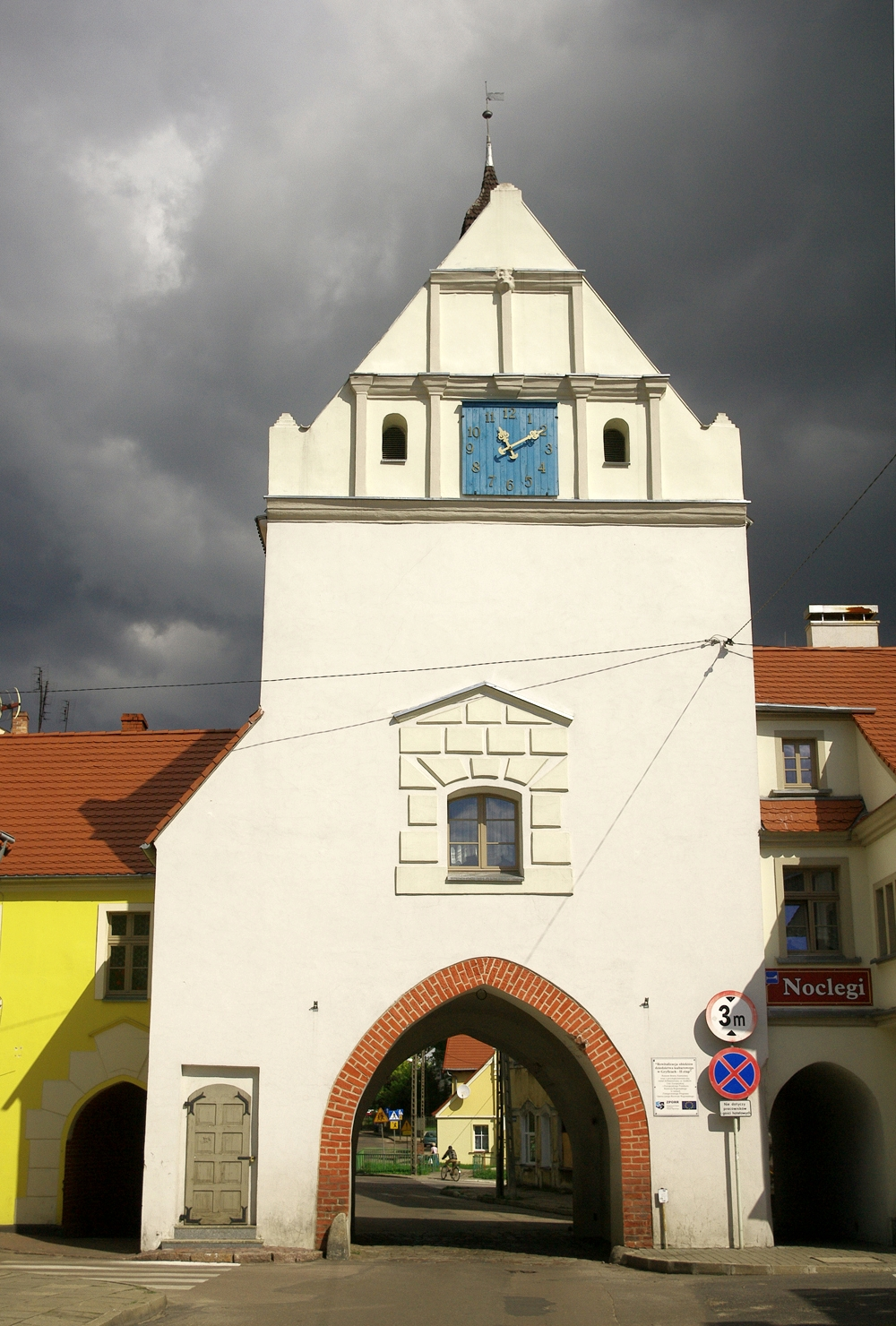
Brama Kamienna z której odtwarzany jest hejnał miasta

Flaga GryficFlaga miejska została ustanowiona uchwałą z 2004 r. Wywieszana jest z okazji imprez lokalnych, spotkań miast partnerskich, a także w postaci baneru na sesjach rady miejskiej. Na żółto-czerwonej fladze umieszczony jest herb miasta.
Herb GryficHerbem miasta jest Gryf Pomorski w kolorze czerwonym na białym polu tarczy z zaokrągloną dolną krawędzią, trzymający w szponach lilię w kolorze żółtym. Krawędzie tarczy są okonturowane cienką czarną linią.
Logo Gryfic
Zaprojektowane przez Tomasza Górskiego (mieszkańca Gryfic) i wyłonione w konkursie w 2013 roku. Symbolika znaku, czyli dłonie nawiązuje do przyjaznego nastawienia miasta, kolory natomiast do turystycznych walorów miasta, a w szczególności natury.
Hejnał GryficOd 28 grudnia 2007 r. hejnał odtwarzany jest w Bramie Kamiennej trzy razy w ciągu doby. Poranny i wieczorny hejnał nawiązuje do średniowiecznej tradycji, kiedy oznajmiał otwarcie i zamknięcie bram miasta, południowy natomiast do Hejnału Mariackiego w Krakowie. Utwór poprzednio był grywany z okazji świąt państwowych i ważniejszych wydarzeń. Hejnał powstał na kanwie piosenki „Piękna nasza jest ziemia”, z okazji 700-lecia Gryfic. Autorem jest artysta i kompozytor Mieczysław Górny z Gryfic. Po raz pierwszy został zagrany na trąbce przez Waldemara Tomickiego, podczas obchodów nadania praw miejskich w 1962 r. Rada miejska przyjęła hejnał do Statutu Gminy Gryfice w 2000 r. Hejnał odrzuciło MSWiA, skutkiem czego nastąpiły zmiany w Statucie Gminy Gryfice w 2004 r.

## Architektura i urbanistyka

### Układ urbanistyczny

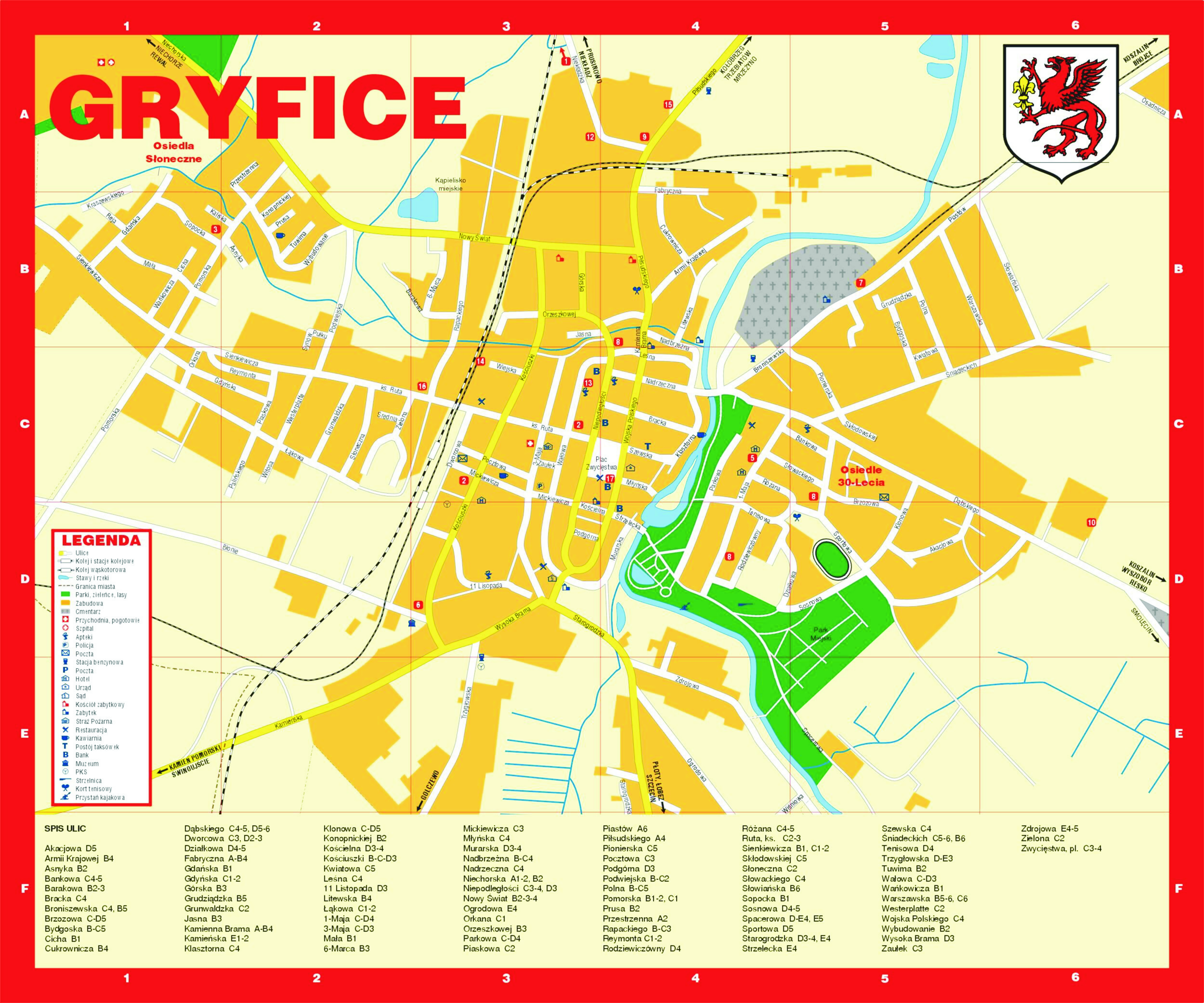
Plan miasta

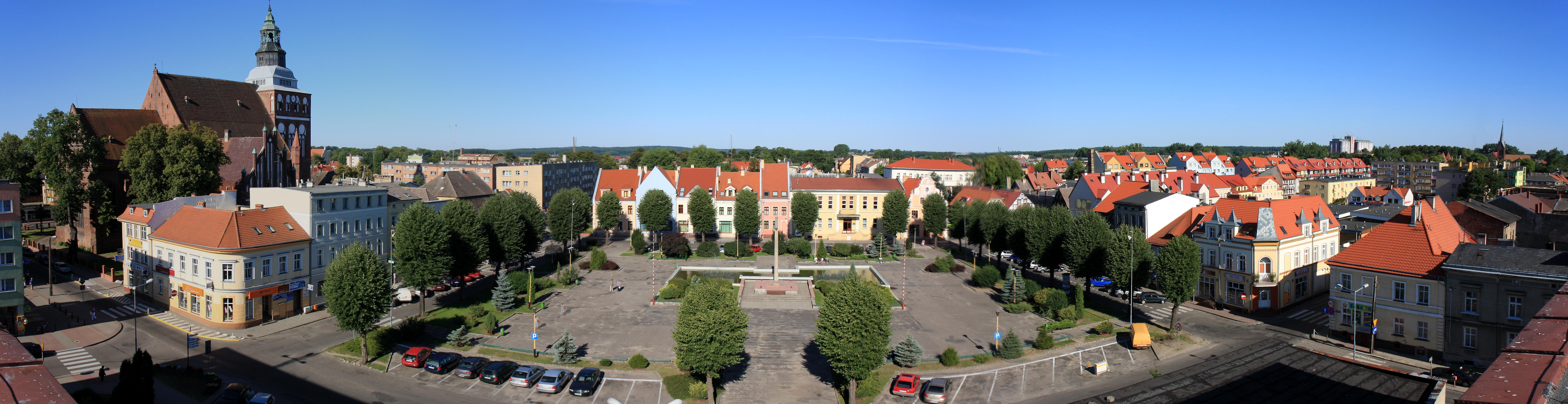
Plac Zwycięstwa (widok z dachu urzędu miejskiego)

We współczesnym planie miasta wyraźnie zaznaczone są akcenty staromiejskiej zabudowy. Wchłonięte zostały one przez nowożytne elementy zabudowy od południa, zachodu i północy miasta. Stare miasto o wrzecionowatym kształcie zajmuje przestrzeń 650 m, z regularną siatką ulic podłużnych: Wojska Polskiego i Niepodległości oraz poprzecznych: Podgórnej, Kościelnej, Strzeleckiej, Młyńskiej, Szewskiej, Brackiej i Nadrzecznej, przecinających się pod kątem prostym. Centralną część tego układu wyznacza prostokątny rynek przedzielony wąskim pasem zabudowy. Staromiejski układ urbanistyczny jest charakterystyczny dla typu rzędowego, spotykanego w miastach portowych Pomorza. Plan powstały po lokacji miasta w 1262 r. – przetrwał do II poł. XVII w. Na początek XX w. dopiero można datować regularną zabudowę, która objęła stopniowo wszystkie strony starego miasta. Do tego celu wykorzystano jednocześnie dawne trakty, które zmieniono z czasem w ulice. Nieregularny układ urbanistyczny miasta obserwujemy we współczesnej zabudowie, szczególnie na obrzeżach miasta. Dominuje tu budownictwo mieszkalne wielorodzinne (osiedlowe) i jednorodzinne.
W Gryficach jest 114 ulic i 1 plac zwany placem Zwycięstwa, w mieście są 2 duże osiedla mieszkaniowe: os. Słoneczne i os. XXX-lecia. W granicach miasta leży szpital wojewódzki, znajdujący się w kompleksie leśnym poza zwartą zabudową miejską.

### Architektura

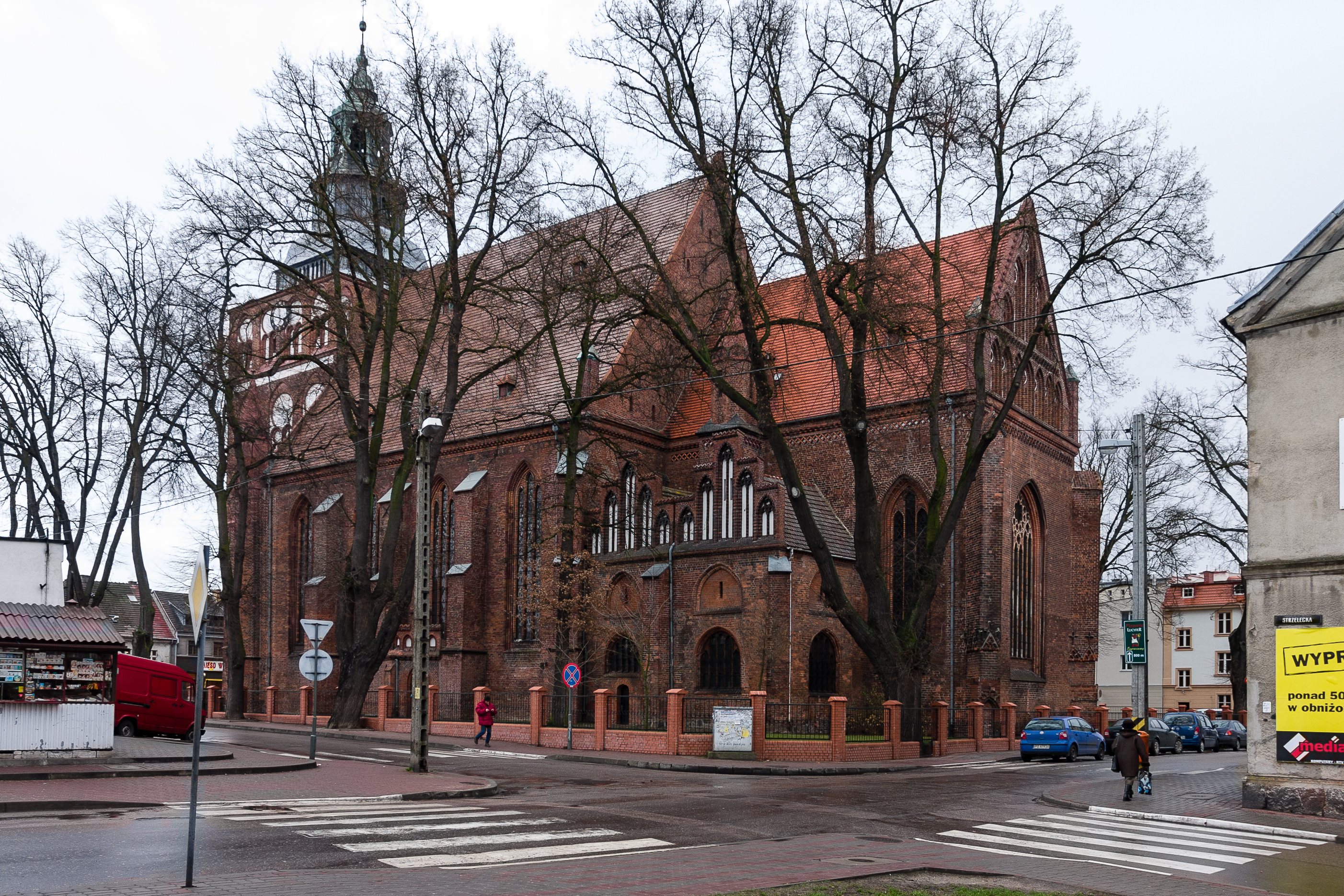
Kościół Wniebowzięcia Najświętszej Maryi Panny

Teren Starego Miasta z połowy XIII wieku znajduje się w rejestrze zabytków. Gryfice są jedynym miastem w dorzeczu Regi, w którym zachowały się dwie bramy miejskie (spośród trzech). Dawniej Gryfice miały 6 baszt i 3 wieże włączone w układ fortyfikacyjny miasta. Prócz wieży Prochowej istniała także Młyńska oraz Mostowa (zwaną też Krzywą). Na skutek podpaleń w 1945 większa część zabudowy starówki uległa zniszczeniu, przez co najstarsza część miasta ma charakter blokowiska.
Bramy miasta charakteryzują się stylem mieszanym gotycko-renesansowym, co ma związek ze zniszczeniami i przebudową tych budowli. W mieście zachowały się niewielkie pozostałości murów miejskich z przełomu XIII/XIV wieku oraz XVII wieku. Kolejnym elementem obronnym miasta jest wieża Prochowa z licowanej cegły w wiązaniu gotyckim, która spełniała funkcję wieży strzelniczej.
W Gryficach są 3 obiekty sakralne wpisane do rejestru zabytków. Najokazalszym z nich jest kościół pw. Wniebowzięcia NMP, będący gotycką budowlą wielokrotnie  przebudowywaną od XIII wieku. Kolejnym przykładem architektury gotyckiej w mieście jest kaplica św. Jerzego z XV wieku, która obecnie pełni funkcję lapidarium i kaplicy cmentarnej. Trzecią budowlą sakralną jest kościół neogotycki ukończony w 1913 roku, pełniący obecnie funkcję cerkwi prawosławnej.
W Gryficach zachował się zespół dworca kolei wąskotorowej, który wraz z jej linią stanowi zabytkowy przykład architektury i techniki przełomu XIX/XX wieku. Nad rzeką Regą w połowie XIX wieku wybudowano młyn zbożowy z magazynem.

### Zieleń miejska
| Rodzaj                       | Powierzchnia |
| ---------------------------- | ------------ |
| Parki spacerowo-wypoczynkowe | 22,0 ha      |
| Zieleńce                     | 4,6 ha       |
| Zieleń uliczna               | 14,0 ha      |
| Tereny zieleni osiedlowej    | 6,6 ha       |
| Lasy gminne                  | 2,0 ha       |
| Zieleń cmentarna             | 16,4 ha      |

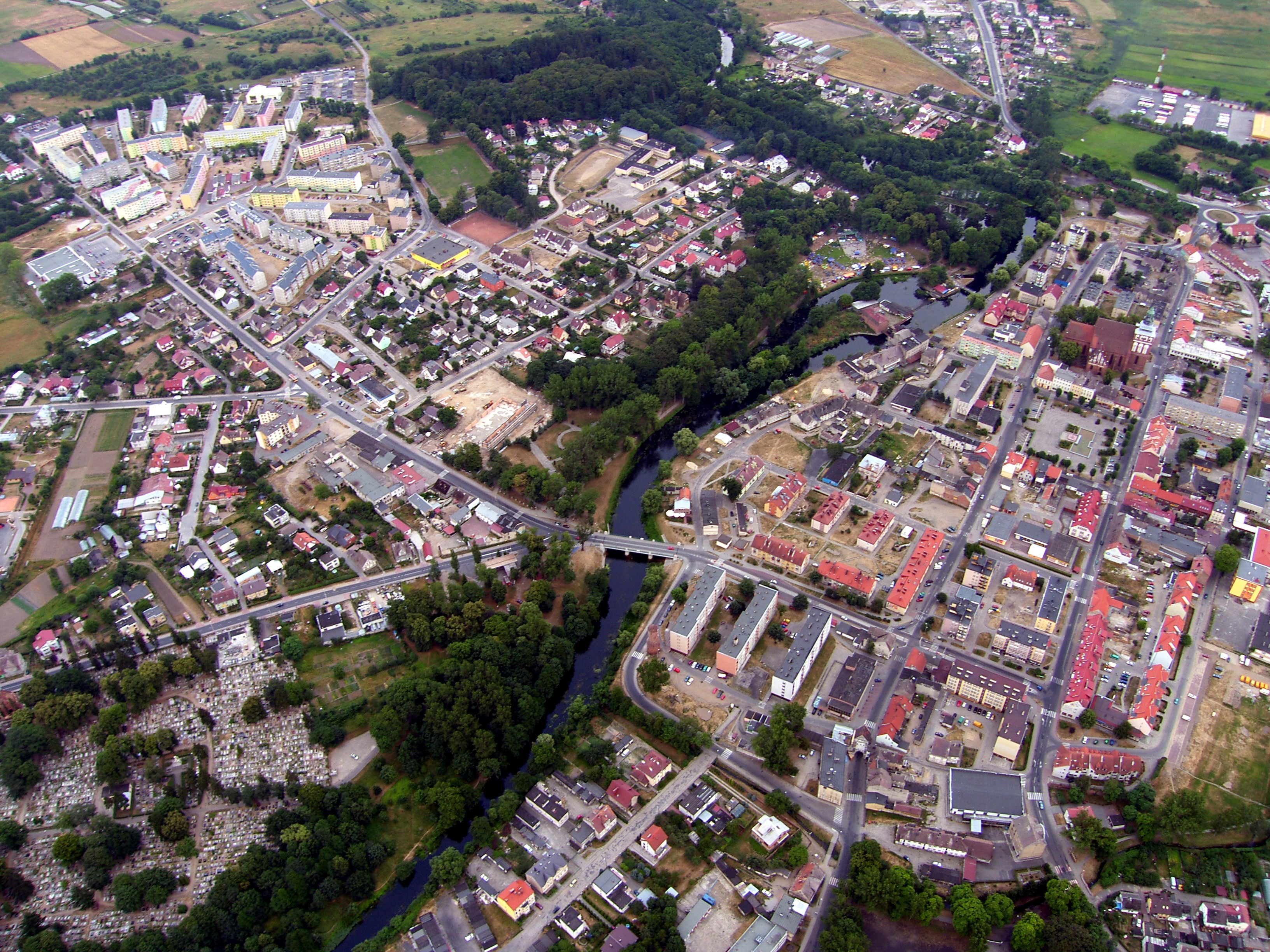
Zieleń nad rzeką z lotu ptaka

Parki, zieleńce i tereny zieleni osiedlowej na obszarze miasta zajmują 33 ha. W Gryficach są dwa parki, znajdujące się na prawym brzegu Regi:
- park miejski nad Regą – drzewostan mieszany z przewagą drzew liściastych, gatunki rodzime i obce, kilka alej (lipową, jesionową, topolową), dużo drzew pomnikowych i okazałych drzew dziuplastych[63].
- park leśny nad Regą – drzewostan mieszany z przewagą liściastego, dominują buki, lipy, dęby,  liczne drzewa pomnikowe (m.in. buk o obwodzie pnia 750 cm o trzech zrośniętych pniach)[63].

Parki miejskie, razem z rzeką Regą – dzielą miasto na dwie części. Niewielkie obszary leśne znajdują się w pobliżu szpitala wojewódzkiego, a także tereny przy siedzibie nadleśnictwa w osadzie Zdrój, niedaleko której znajduje się ogród działkowy im. Jana Kasprowicza.

### Mosty

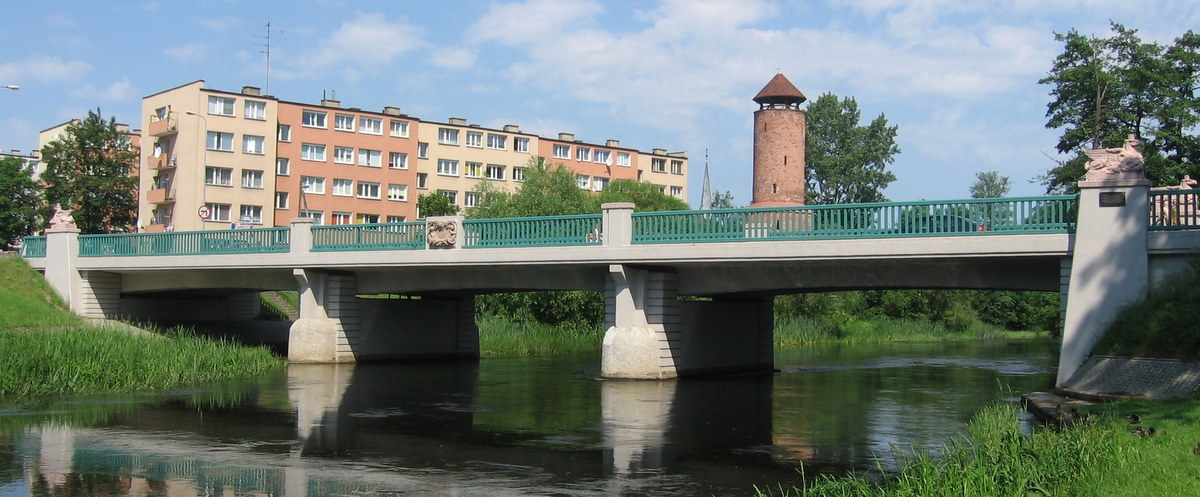
Most żelbetowy przy parku miejskim

Śródmieście miasta z jego prawobrzeżem połączone jest mostem drogowym. Most jest częścią drogi wojewódzkiej nr 105 (łączącej ul. Nadrzeczną z J. Dąbskiego). W Gryficach jest jeszcze kilka mostków drogowych (tzw. przepustowych). Usytuowane są one na ul. Litewskiej, Kamienna Brama, Górskiej, Rapackiego, T. Kościuszki, Podwiejskiej i Pomorskiej.
Ruch pieszy przez rzekę odbywa się poprzez 3 kładki, mostek przepustowy oraz gryficki most drogowy. Od strony ulicy Strzeleckiej do parku miejskiego zbudowany jest mostek i kładka. Druga kładka jest przy mostku przepustowym na ul. Kamienna Brama. W samym parku położona jest kładka, usprawniająca ruch z ul. Zdrojową.
Pierwszy żelbetowy most w Gryficach przez rzekę Regę został zbudowany na przełomie XIX i XX wieku. Oddany do użytku w 1911 r. Most gryficki przebudowano i poszerzono w 2001 roku. Przy moście umieszczono cztery odlewy gryfów trzymających herb Gryfic, nawiązujących do historii miasta, jego herbu i zachodniopomorskich książąt z rodu Gryfitów. Do nieczynnych mostów należy most kolejowy kolei wąskotorowej na trasie Gryfice – Brojce – Trzebiatów.

## Demografia

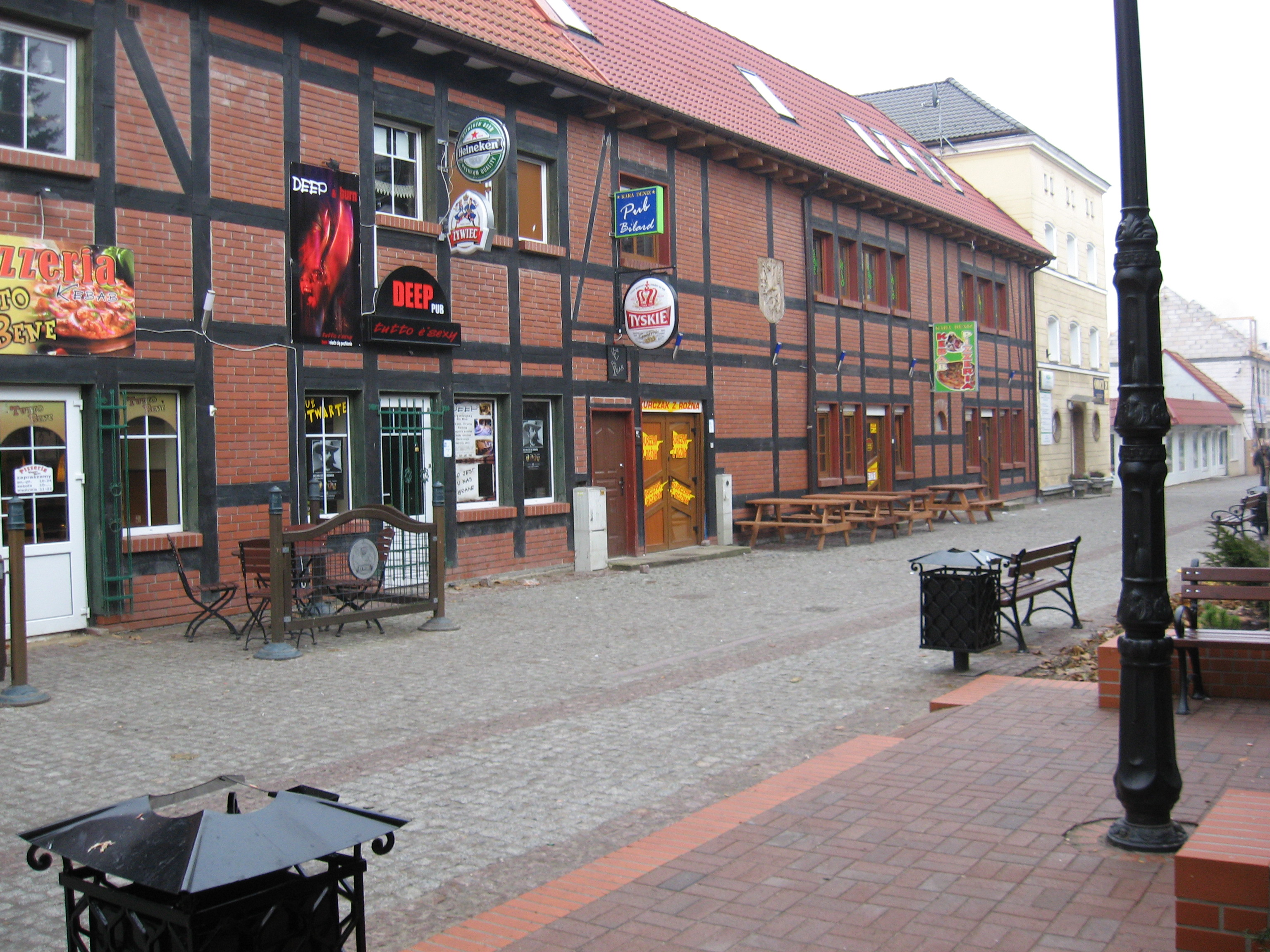
Pasaż wzdłuż ulicy Ks. S. Ruta

Przyrost naturalny ludności miasta kształtował się różnorodnie. Do początków XIX w. był nierównomierny. Pierwszy spadek liczby miejscowej ludności nastąpił w okresie wojny trzydziestoletniej (1618–1648) na skutek szerzącej się zarazy. Populacja miasta spadła wówczas o 75%. Według niektórych badaczy liczba ludności zmniejszyła się również na skutek ucieczki miejscowych do Kołobrzegu, Gdańska i Szczecina, która była spowodowana ciężarami kontrybucyjnymi wojsk cesarskich oraz strachem przed gwałtami na kobietach. Do 1740 r. nastąpił niewielki wzrost do 1724 osób. Nadal jednak utrzymywał się niższy stan liczebny w porównaniu do roku 1500, kiedy miasto zamieszkiwało 2000 osób.
Silny wzrost ludności można zauważyć w latach 1740–1794 oraz 1816–1939, który związany był z kolejną falą germanizacji oraz napływem pracowników sezonowych. Podobne zjawisko miało miejsce także po II wojnie światowej w latach 1946–1955, gdy ziemie te zostały włączone do Polski. Wzrost zaludnienia nastąpił na skutek przesiedleń i silnego rozwoju gospodarczego miasta. Od tej pory zauważalny był równomierny przyrost naturalny. Największą populację Gryfice miały w 1997 r., według danych GUS-u – 18 177 mieszkańców. Od początku XXI w. odnotowuje się natomiast spadek zaludnienia (do 16 850 osób w 2005 r.), który w dużej mierze spowodowany został migracją zarobkową oraz rozformowaniem miejscowych jednostek wojskowych w 2001 r.
Powierzchnia miasta obejmuje 12,4 km², co przy liczbie mieszkańców w 2011 roku dawało gęstość zaludnienia 1378 osób na 1 km². Miasto zajmuje 274. miejsce pod względem liczby ludności w Polsce, natomiast w województwie zachodniopomorskim – 13.
- Liczba ludności miasta na przestrzeni wieków[66][67][68][69]:

Na przebiegu ostatniej dekady można zauważyć w Gryficach stały wzrost udziału liczby ludności w wieku produkcyjnym (59,4% w 1995 r.→ 62,11% w 2000 r.→ 66,53% w 2006 r.) oraz liczby ludności wieku poprodukcyjnym (11,42% w 1995 r.→ 13,16 w 2000 r.→ 14,18% w 2006 r.). Udział w społeczności miasta dzieci i młodzieży w wieku przed 17. rokiem życia od 1995 roku zmalał do 2006 roku o 9,9%.
- Struktura płci i wieku mieszkańców według danych z 31 grudnia 2006[62]:

Według danych z 31 marca 2014 roku Gryfice miały 16 872 mieszkańców. Według danych z 1 stycznia 2009 miasto pod względem ludności znajdowało się na 13. miejscu w województwie i na 274. miejscu w kraju.

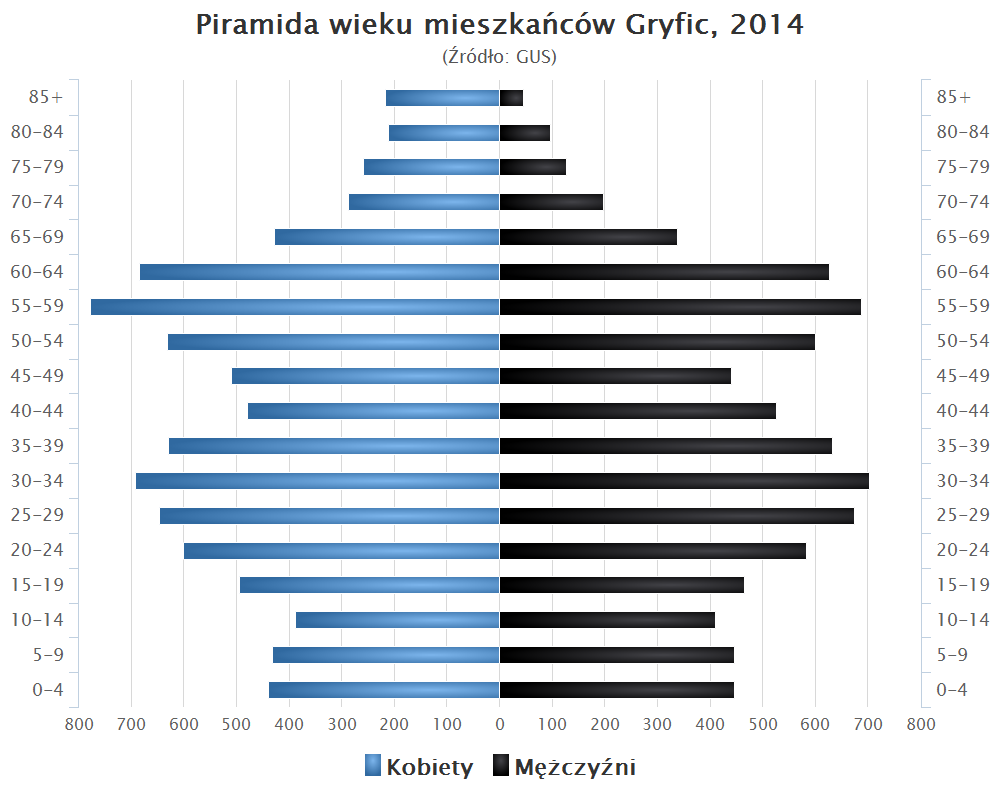
Piramida wieku mieszkańców Gryfic w 2014 roku

## Gospodarka

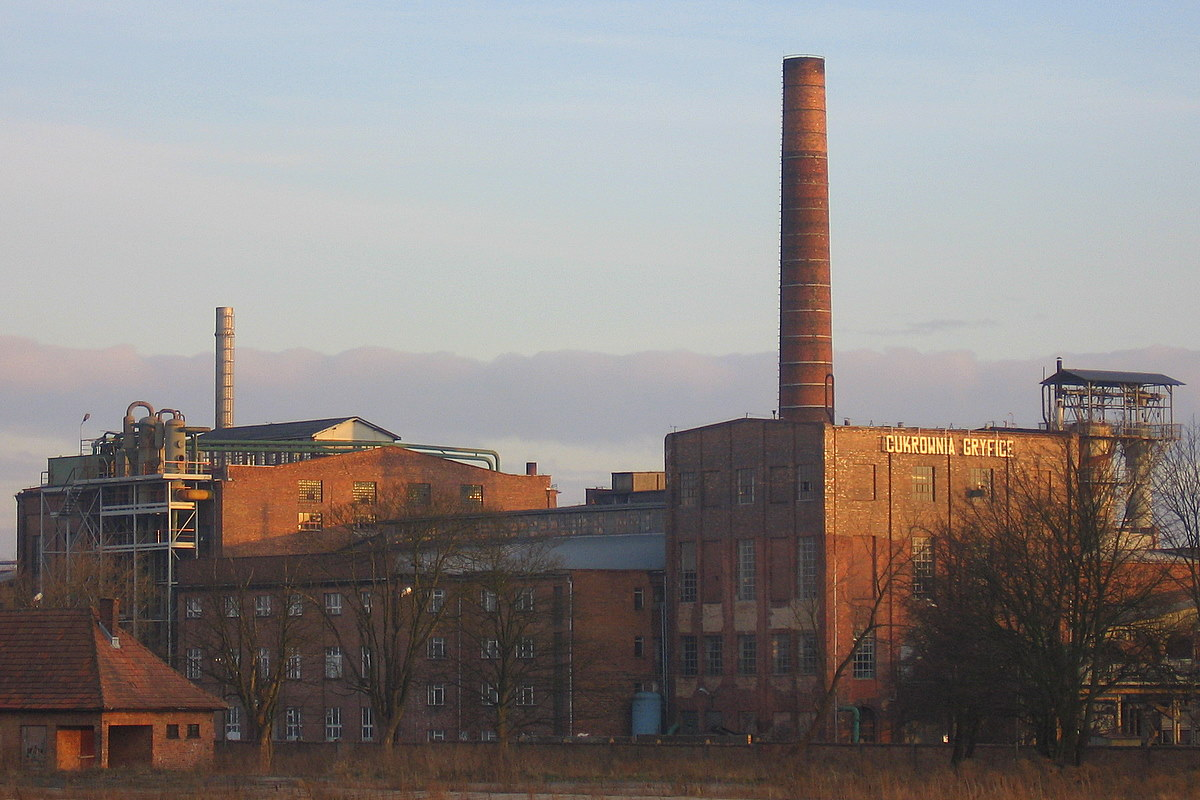
Cukrownia Gryfice

Gospodarka Gryfic związana jest z rolniczo-turystycznym charakterem regionu. Od czasu zamknięcia jedynej w powiecie cukrowni, a także elewatorów zbożowych, przetwórstwo rolno-spożywcze odgrywa coraz mniejsze znaczenie. W miejscowości działają nieliczne przedsiębiorstwa budowlano-remontowe oraz zakłady przemysłowe. W Gryficach produkowane są wanny, kabiny prysznicowe, brodziki, galanteria papiernicza i wyroby higieniczne. W okolicach miasta znajdują się zakłady przetwórstwa drewna. Ponadto rozwinięty jest sektor usług transportowych, obsługujący obszar wykraczający poza granice powiatu gryfickiego. Znaczna liczba małych podmiotów gospodarczych prowadzi działalność w miejscowościach nadmorskich, w sezonie letnim.
Miasto pełni funkcję lokalnego ośrodka administracyjnego, finansowego, oświatowego oraz centrum opieki zdrowotnej. Znajdują się tu placówki użytku publicznego, m.in. siedziba rejonu dróg wojewódzkich, siedziba nadleśnictwa, urząd skarbowy, inspektorat ZUS. Według danych z 2008 roku w Gryficach działało 8 supermarketów, 3 targowiska z przewagą sprzedaży drobnodetalicznej o łącznej powierzchni 5550 m². W mieście znajduje się 1 galeria handlowa. Lokale handlowo-usługowe są skupione przy ulicach Starego Miasta. W mieście działają 3 placówki pocztowe.
| Rodzaj                       | Powierzchnia | %      |
| ---------------------------- | ------------ | ------ |
| Grunty orne                  | 379 ha       | 64,35% |
| Pastwiska                    | 110 ha       | 18,68% |
| Łąki                         | 81 ha        | 13,75% |
| Sady                         | 0 ha         | 0%     |
| Użytki rolne (Σ)             | 570 ha       | 96,77% |
| Grunty pod rowami            | 11 ha        | 1,87%  |
| Grunty rolne zabudowane      | 6 ha         | 1,02%  |
| Grunty pod stawami           | 2 ha         | 0,34%  |
| Użytki i nieużytki rolne (Σ) | 589 ha       | 100%   |

Według danych z 2008 roku w mieście działało 2442 prywatnych podmiotów gospodarczych, z czego 1982 stanowiły osoby fizyczne prowadzące działalność gospodarczą. W 2007 r. działalność prowadziło 14 spółek handlowych z udziałem kapitału zagranicznego. W 2007 r. najwięcej prywatnych przedsiębiorstw, tzn. 715 związanych było z motoryzacją (PDK sekcja G). Druga pod względem wielkości grupa z branży finansowo-ubezpieczeniowej liczyła 479 przedsiębiorstw (PDK sekcja K).
W październiku 2011 roku w Powiatowym Urzędzie Pracy było zarejestrowanych 4636 bezrobotnych mieszkańców Gryfic.
Jednym z większych obiektów w Gryficach jest Zachodniopomorski Szpital Specjalistyczny, w którym znajduje się także Zachodniopomorskie Centrum Leczenia Ciężkich Oparzeń i Chirurgii Plastycznej. Corocznie w klinice leczy się 17,5 tys. pacjentów.

## Kultura

### Życie kulturalne miasta

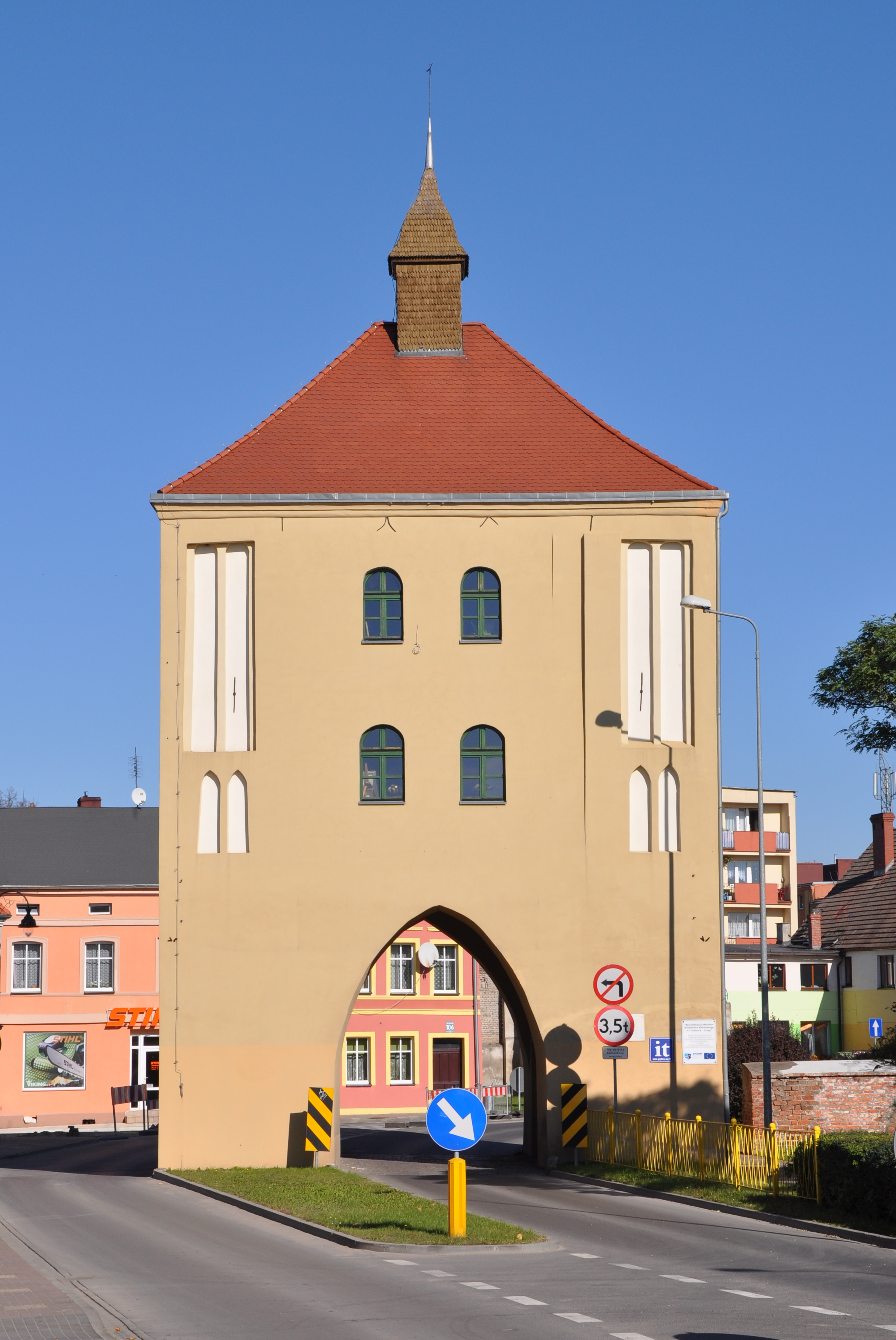
Brama Wysoka – obecnie Galeria Muzeum Brama

Miasto ma kilka instytucji kulturalnych. Gryficki Dom Kultury organizuje festyny, koncerty, przeglądy zespołów, prowadzi grupy i pracownie artystyczne, jest siedzibą i miejscem spotkań Gryfickiego Towarzystwa Kultury. Muzeum i Galeria „Brama” znajdujące się w południowej bramie Starego Miasta. Można tu zobaczyć m.in. galerie obrazów znanych artystów i zwiedzić Muzeum Ziemi Gryfickiej. Zgromadzone zostały tu eksponaty, z różnych okresów historii Gryfic. Dla ruchu turystycznego udostępniono wieżę Prochową, jeden z zabytkowych obiektów dawnych fortyfikacji miasta. Z balkonu widokowego można obserwować panoramę miasta.

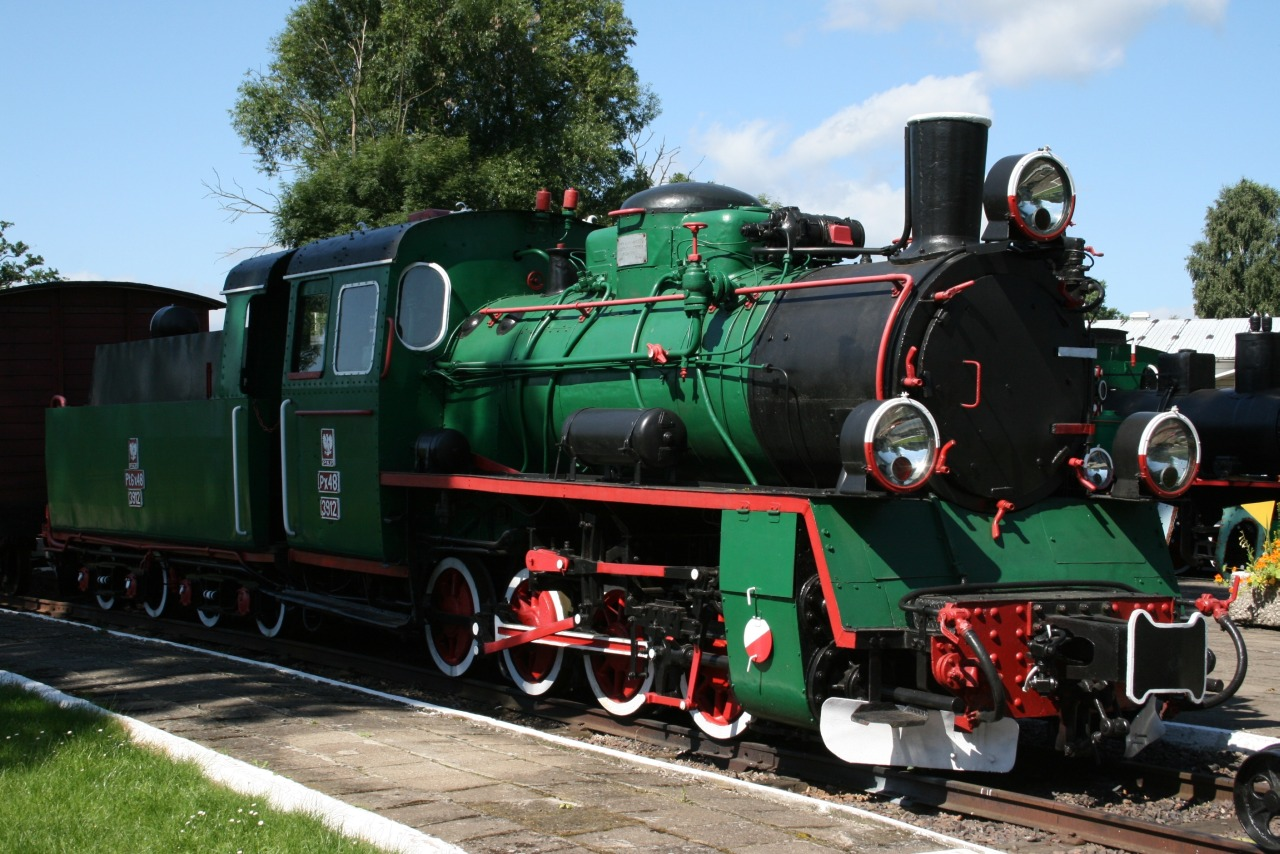
Parowóz Px48 na Stałej Wystawie Pomorskich Kolei Wąskotorowych

W mieście znajduje się Stała Wystawa Pomorskich Kolei Wąskotorowych w Gryficach, która od 1 kwietnia 2010 r. została włączona w struktury Muzeum Morskiego, oddziału Muzeum Narodowego w Szczecinie. Na wystawie można obejrzeć kilkanaście parowozów wąskotorowych, pojazdów, wagonów, a także fotografie obrazujące historię kolei wąskotorowej i normalnotorowej na Pomorzu Zachodnim.

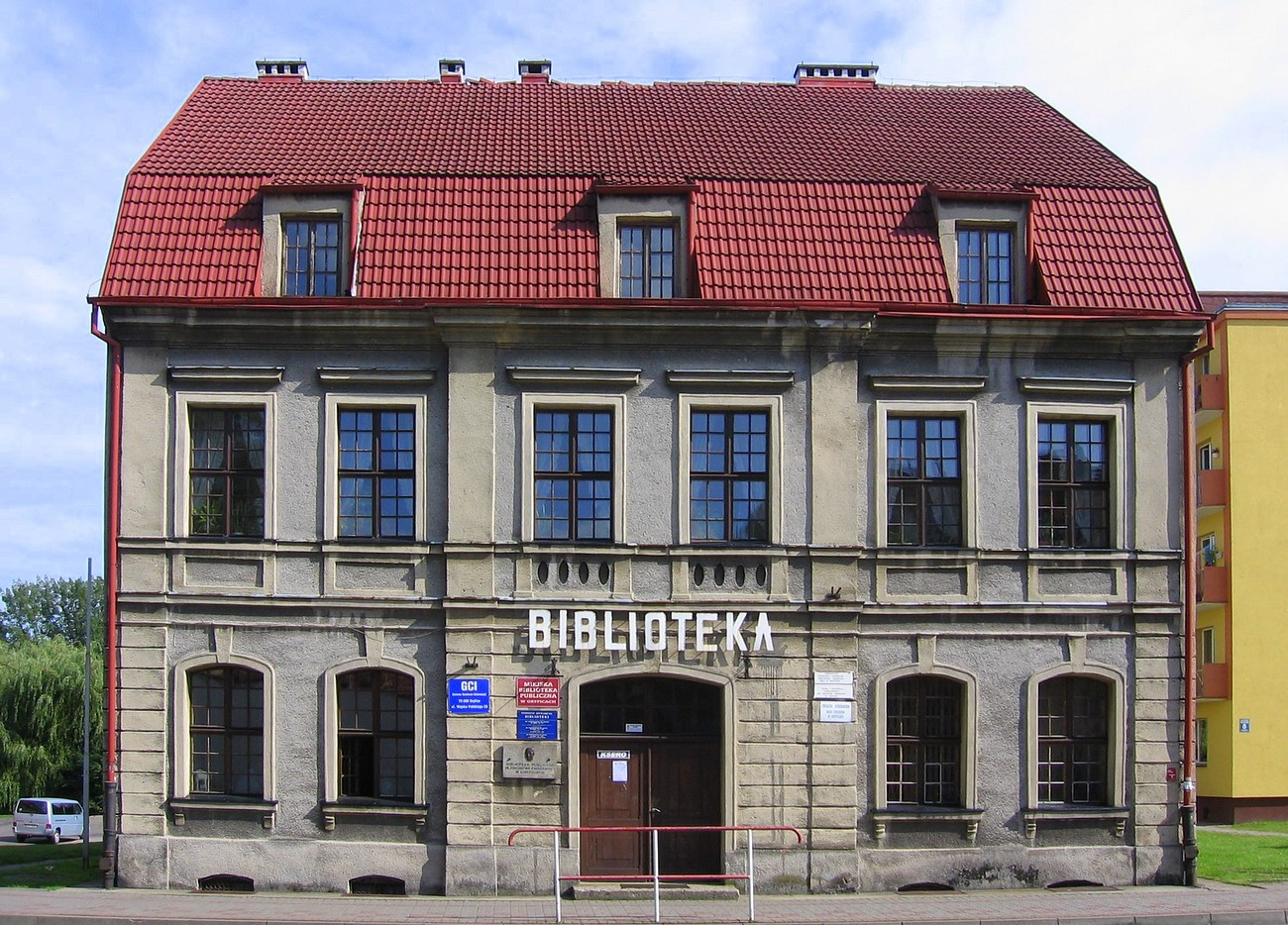
Miejska Biblioteka Publiczna im. Zbigniewa Załuskiego

W mieście jest Miejska Biblioteka Publiczna im. Zbigniewa Załuskiego, której księgozbiór głównej wypożyczalni liczy ok. 40 000 woluminów, a w czytelni ok. 5400 woluminów.  W budynku biblioteki siedzibę mają oddziały stowarzyszeń: Towarzystwo Społeczno-Kulturalne Mniejszości Niemieckiej, Związek Sybiraków oraz Polski Związek Filatelistyczny.
Na ulicy Koszarowej mieści się filia Pedagogicznej Biblioteki Wojewódzkiej im. H. Radlińskiej, która ma bogaty księgozbiór naukowy i popularnonaukowy liczący 24 244 pozycji, a także zbiór czasopism o tematyce pedagogicznej i psychologicznej, zbiory audiowizualne. Biblioteka działa przy Zachodniopomorskim Centrum Doskonalenia Nauczycieli.
Na przełomie maja i czerwca organizowane są Dni Gryfic, na których odbywają się koncerty, spektakle i inne wydarzenia sportowo-kulturalne. Pod koniec lipca odbywał się Festyn Ziemi Gryfickiej.

### Media lokalne

#### Prasa
W mieście w 2010 r. wydawanych było 6 gazet o zasięgu lokalnym: „Gazeta Gryficka”, „Gryfickie Echa”, „Nev Gazeta Gryficka” i „Panorama Gryficka”. Co miesiąc wydawany jest Samorządowy Biuletyn Informacyjny „Kraina Regi”. Lokalną gazetą jest również „Trybun Ludu”, wydawany w pobliskim mieście Płoty. Od lutego 2011 r. wydawany jest bezpłatny powiatowy dwutygodnik młodzieżowy „LOgin”, od czerwca 2011 r. „Głos z... wybrzeża”, tygodnik regionalny, który jest organem prasowym lokalnej, katolickiej rozgłośni radiowej „PLUS FM”, oddział Gryfice oraz od października 2012 r. bezpłatny dwutygodnik „Kurier Gryficki”, który nawiązuje do wydarzeń z miasta Gryfice. Dwa tytuły w 2010 i 2011 r., tj. „Nev Gazeta Gryficka” i „Panorama Gryficka” zamknęły działalność medialną.
Gryfice są opisywane w „Głosie Szczecińskim”, „Kurierze Szczecińskim” oraz dodatku regionalnym „Gazety Wyborczej”.

#### Radio i telewizja
Lokalnym radiem do grudnia 2022 r. było Radio PLUS Gryfice (dawniej VOX FM Gryfice) – katolicka rozgłośnia, która prócz treści religijnych prowadziła działalność o charakterze społecznym, kulturalnym i rozrywkowym. Drugim medium do czerwca 2011 r. była Zachodniopomorska Telewizja Regionalna „Telsat”. Nadawała publicystyczny program w gryfickiej sieci kablowej.

#### Multimedia
Na terenie miasta działają również nowoczesne portale informacyjne, tj. Portal informacyjny powiatu gryfickiego „Gryfickie.info”,  „Super Portal 24”, oraz "eGryfice.pl", które informują o wydarzeniach mających miejsce na terenie miasta i powiatu gryfickiego.

## Oświata

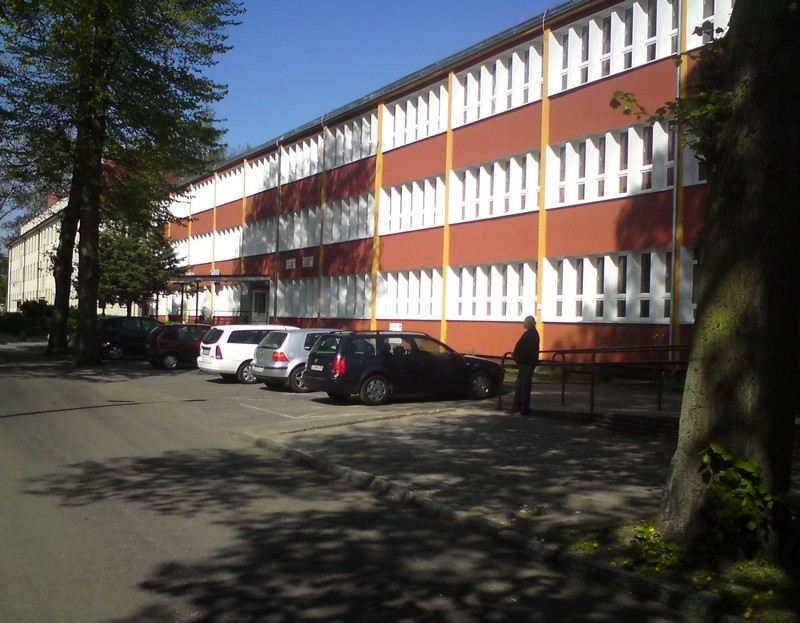
Zachodniopomorska Szkoła Biznesu w Gryficach

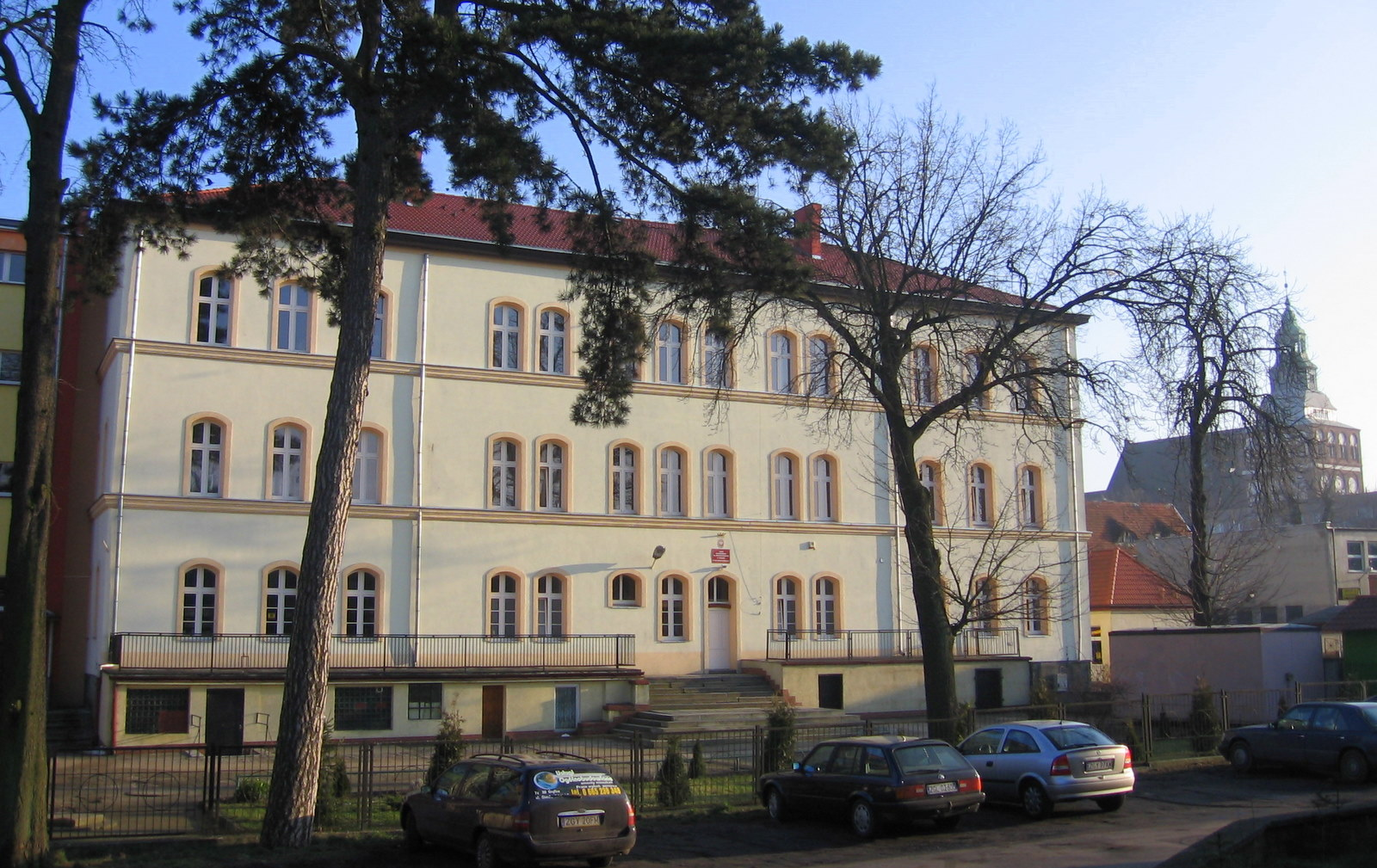
Liceum Ogólnokształcące im. Bolesława Chrobrego

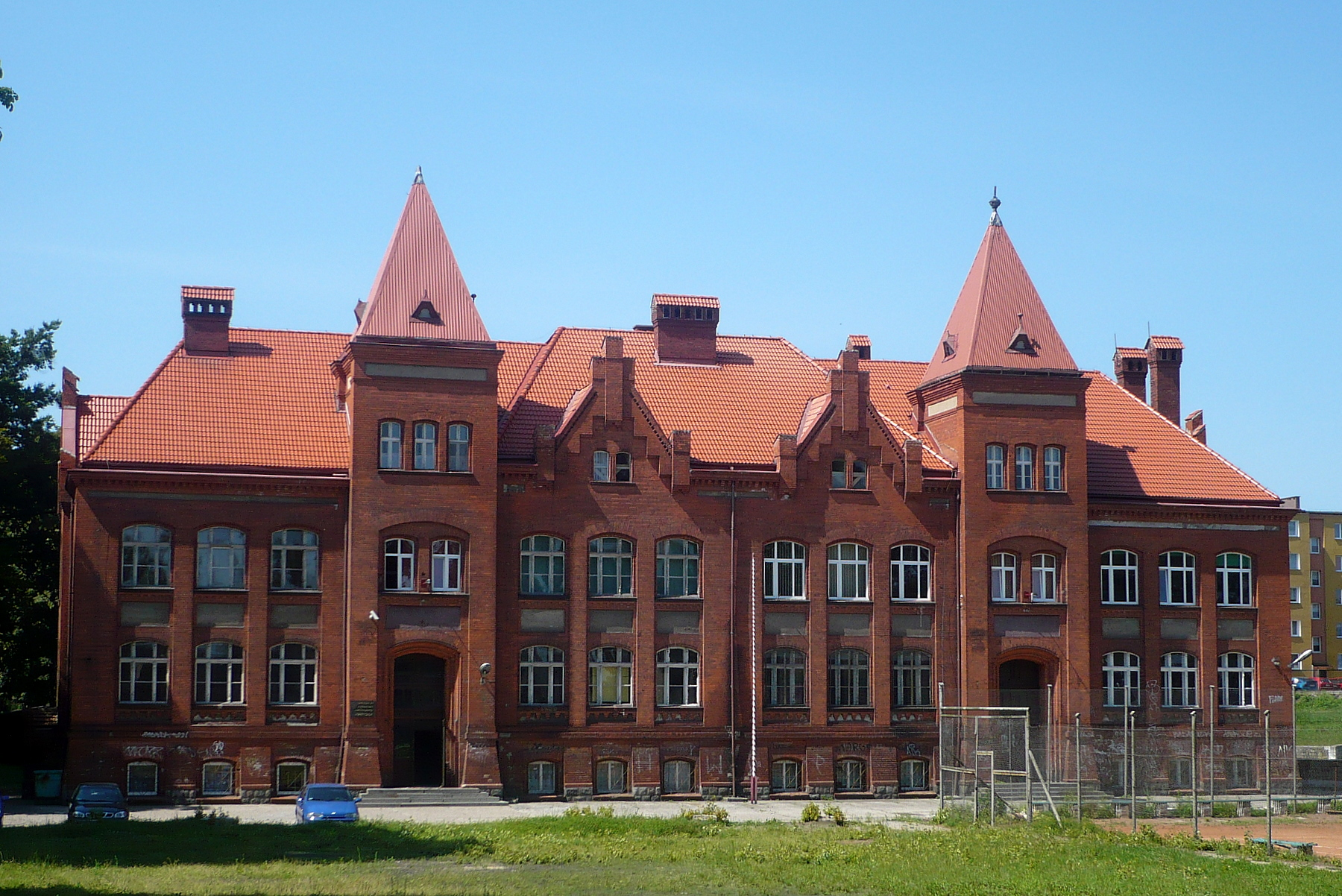
Dawne Gimnazjum nr 1 im. Żołnierzy AK; obecnie drugi budynek Szkoły Podstawowej nr 3

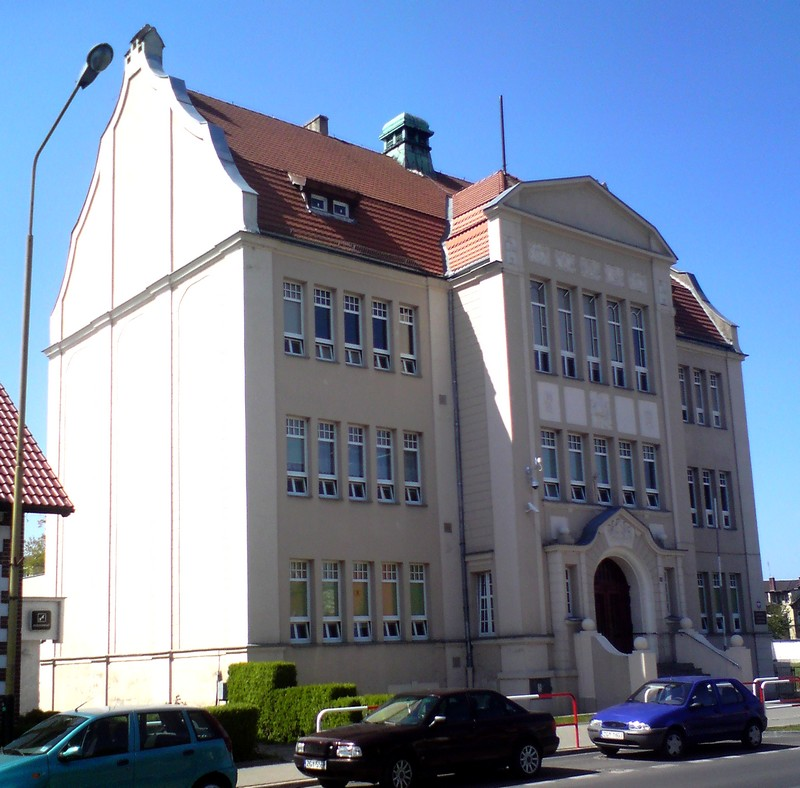
Dawne Gimnazjum nr 2 im. Mikołaja Kopernika; obecnie drugi budynek Szkoły Podstawowej nr 4

Gryfice to lokalny ośrodek edukacyjny. W 2006 r. znajdowały się tu 2 szkoły podstawowe, 3 gimnazja, 2 licea ogólnokształcące, 2 licea ogólnokształcące dla dorosłych, 1 technikum, 2 zasadnicze szkoły zawodowe. W 2006 roku uczyło się 1213 dzieci w szkołach podstawowych oraz 677 uczniów w dwóch gimnazjach, w szkołach średnich - 1097 uczniów. W mieście działa wydział uczelni wyższej ze Szczecina.
Szkoły w Gryficach:
- Zachodniopomorska Szkoła Biznesu w Szczecinie[98] – Wydział Przedsiębiorczości w Gryficach – wydział prowadzi studia I stopnia[99] oraz studia II stopnia[100] na kierunkach: ekonomia I stopień[101], pedagogika I stopień[102], pedagogika II stopnia[103] oraz studia podyplomowe[104].
- Liceum Ogólnokształcące im. Bolesława Chrobrego, rozpoczęło nauczanie już 1 października 1945 roku jako gimnazjum, następnie przekształciło się w liceum. 5 sierpnia 1946 liceum otrzymało budynek przy ul. Wałowej 18. Mieściło się w nim niemieckie Gimnazjum im. Fryderyka Wilhelma I powstałe w 1852 r.[35] 6 grudnia 1959 r. Liceum Ogólnokształcące w Gryficach otrzymało sztandar oraz imię Bolesława Chrobrego. 12 czerwca 1979 r. sztandar liceum został uhonorowany Gryfem Pomorskim[105],
- Zespół Szkół im. Czesława Miłosza, który zmieniał wiele razy swoją nazwę, jak i podległość organizacyjną. Za początek działalności szkoły uważa się otworzenie filii Technikum Handlowego w Szczecinie w budynku LO w Gryficach. Obecnie Zespół Szkół znajduje się przy ul. 11 Listopada, gdzie w jego skład wchodzą: Technikum Ekonomiczne, Liceum Ogólnokształcące Mistrzostwa Sportowego oraz Branżowa Szkoła I stopnia.
- Liceum Plastyczne przy ul. Piłsudskiego, to niepubliczna szkoła artystyczna o uprawnieniach szkoły publicznej, uczniowie są kształceni w specjalności reklama wizualna,
- Policealne Studium Zawodowe TOM – zawodowa szkoła ucząca w trybie zaocznym, szkoła mieszcząca się w budynku Gimnazjum nr 2,
- Liceum Ogólnokształcące Centrum Edukacyjnego „Talent-Promocja-Postęp”,
- Liceum Ogólnokształcące „Równe Szanse”[106],
- Państwowa Szkoła Muzyczna I stopnia im. Wojciecha Kilara[107] – prowadzi klasy o specjalnościach: akordeon, fortepian, gitara, klarnet, skrzypce; prowadzi nabór do 6-letniego oraz 4-letniego (dla starszej młodzieży) cyklu nauczania; szkoła powstała w 1991 roku.

W mieście znajdują się 2 publiczne przedszkola, 2 szkoły podstawowe. Do szkół i przeszkoli należą:
- Szkoła Podstawowa nr 3 im. Wojsk Obrony Powietrznej Kraju,
- Szkoła Podstawowa nr 4 im. 1 Samodzielnej Warszawskiej Brygady Kawalerii,
- Przedszkole Publiczne nr 1 przy ul. Parkowej 4,
- Przedszkole Publiczne nr 2 przy ul. 3 Maja 1B[108].

W Gryficach mieści się także:
- Oddział zamiejscowy Zachodniopomorskiego Centrum Doskonalenia Nauczycieli w Szczecinie, który kształci kadry nauczycielskie, pedagogów i pracowników samorządu związanych z oświatą,
- Poradnia Psychologiczno-Pedagogiczna w Gryficach. Do głównych zadań PPP należy wspomaganie rozwoju i efektywności uczenia się, udzielanie pomocy psychologiczno-pedagogicznej, logopedycznej oraz pomocy w wyborze kierunków dalszego kształcenia się.

## Sport i rekreacja

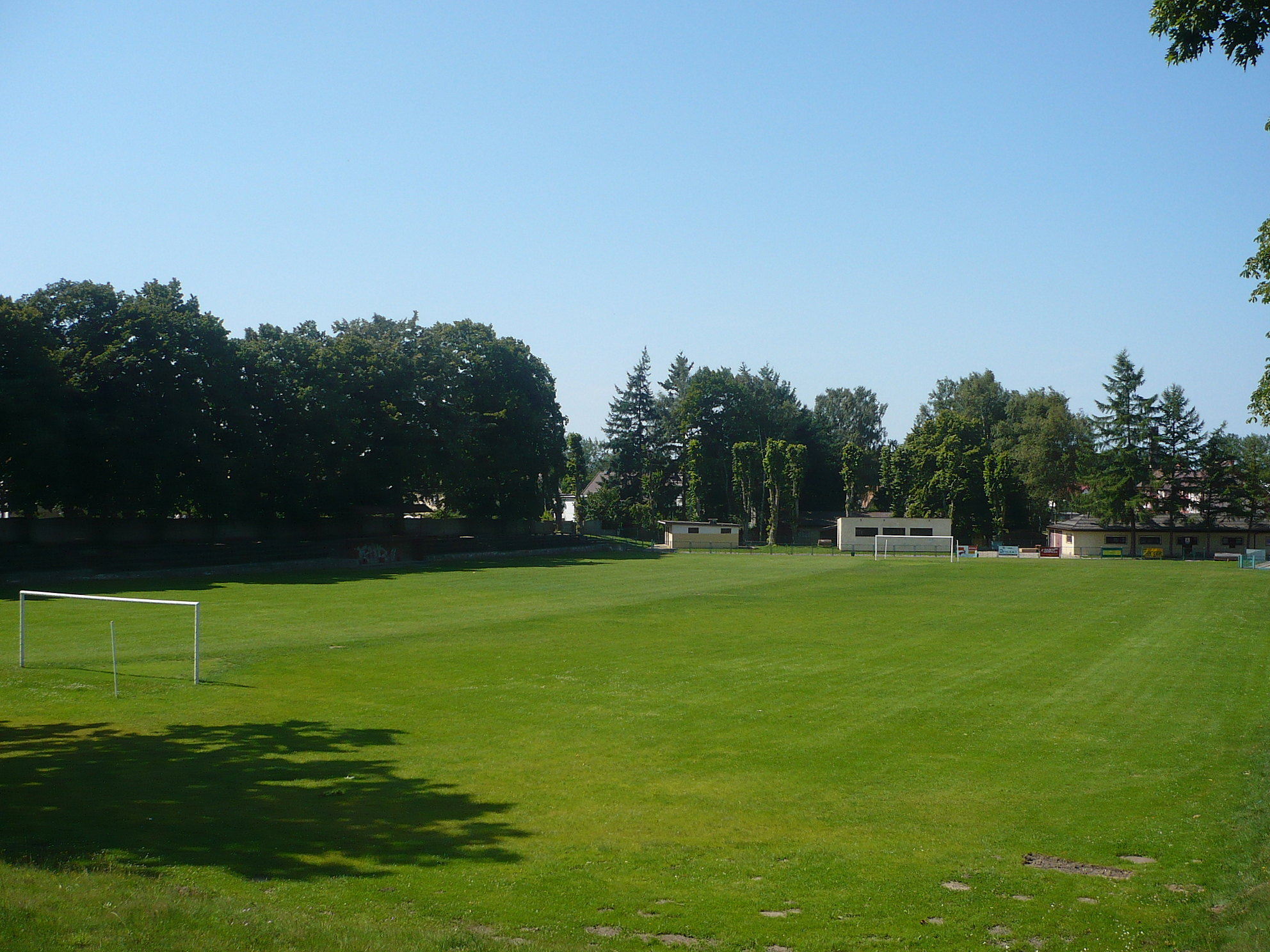
Stadion Miejski im. Karola Kucharskiego

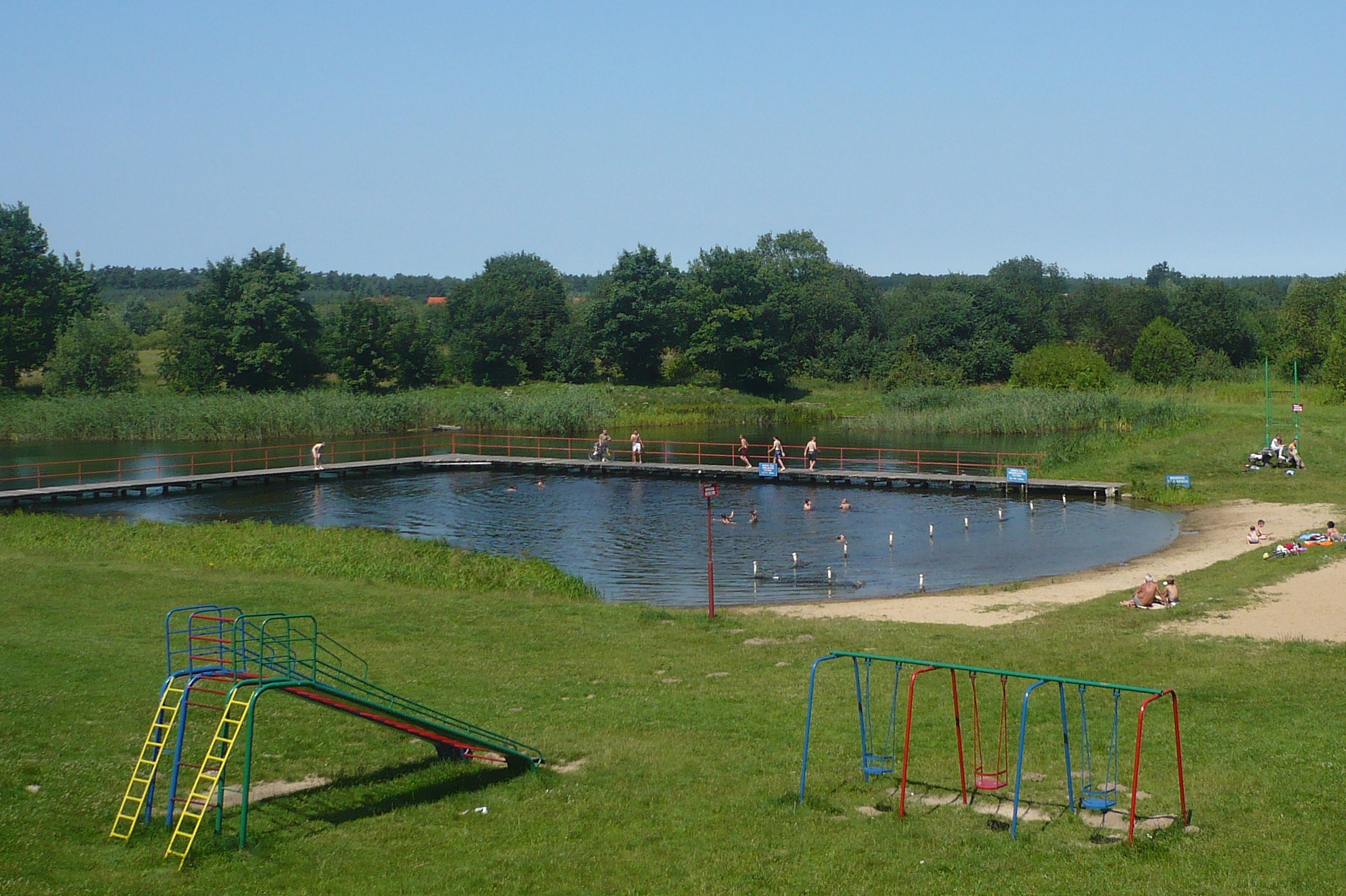
Kąpielisko miejskie

Do miejscowych klubów sportowych należą: MKS „Sparta” Gryfice. Drużyna rozgrywa mecze piłkarskie, przy ul. Sportowej na Stadionie Miejskim im. Karola Kucharskiego, mającym ok. 2000 miejsc. Klub powstał 7 lipca 1947 roku. W 1965 roku Sparta awansowała do III ligi wojewódzkiej.  Obecnie jest klubem IV ligowym (grupy szczecińskiej).
KS „Chrobry” Gryfice, który ma trzy sekcje: koszykówki męskiej, lekkoatletyki i triathlonu. Od 1973 r. działał jako Międzyszkolny Klub Sportowy. Od 1994 r. jako KS „Chrobry” zrzesza uzdolnioną sportowo młodzież w dyscyplinach najbardziej popularnych w szkołach gryfickich.
W Gryficach działa klub tenisa stołowego LKS Nasiennik Gryfice, który  w lutym 2008 grał w II lidze woj. zachodniopomorskiego.
We wrześniu 2013 r. powstał klub siatkarski Gryf Arena Gryfice. Działał przy nowo wybudowanej hali widowiskowo sportowej Gryf Arena. Już w pierwszym sezonie 2013/14 zdobył Mistrzostwo III ligi polskiej siatkówki mężczyzn organizowanych przez ZZPS. W 2014 r. po nieudanych barażach o awans do II ligi, klub nie osiągnął znaczących sukcesów i w roku 2016 wygasił swoją aktywność na poziomie męskiej siatkówki seniorskiej.
Przez Gryfice zostały wytyczone 2 szlaki rowerowe:
- czerwony szlak rowerowy, wiodący z Gryfic do Brojc i dalej do Trzebiatowa,
- zielony szlak rowerowy (trasa: Płoty→ Trzygłów→ Gryfice→ Cerkwica→ Trzęsacz).

Na południowy wschód od Gryfic, w lesie nad Regą została poprowadzona leśna dydaktyczna ścieżka rowerowa, którą opiekują się Lasy Państwowe. Ścieżka wiedzie od parkingu przy siedzibie Nadleśnictwa Gryfice do Jeziora Rejowickiego, a także do Brodnik i do siedziby Leśnictwa Lubin.
Gryfice mają kilka obiektów sportowo-rekreacyjnych: salę tenisową do tenisa stołowego, korty miejskie przy stadionie (użytkowane przez gryfickich piłkarzy), dwie hale sportowe przy szkołach podstawowych oraz dwa boiska typu Orlik. Przy ul. Rodziewiczówny znajduje się strzelnica, z której korzystają m.in. służby porządkowe i Liga Obrony Kraju. Mieszkańcy korzystają z kąpielisk nad jeziorami: Rybokarty i Kołomąckim (7 km) oraz na rozlewisku k. Barkowa (ok. 6 km).
Do obszarów rekreacyjnych można jeszcze zaliczyć: dwa duże parki, znajdujące się w centrum miasta, dwa boiska do piłki nożnej, skupione wokół stadionu miejskiego oraz tor crossowy. Przy ul. J. Dąbskiego usytuowany jest park japoński, z placem zabaw dla dzieci.

## Wspólnoty religijne

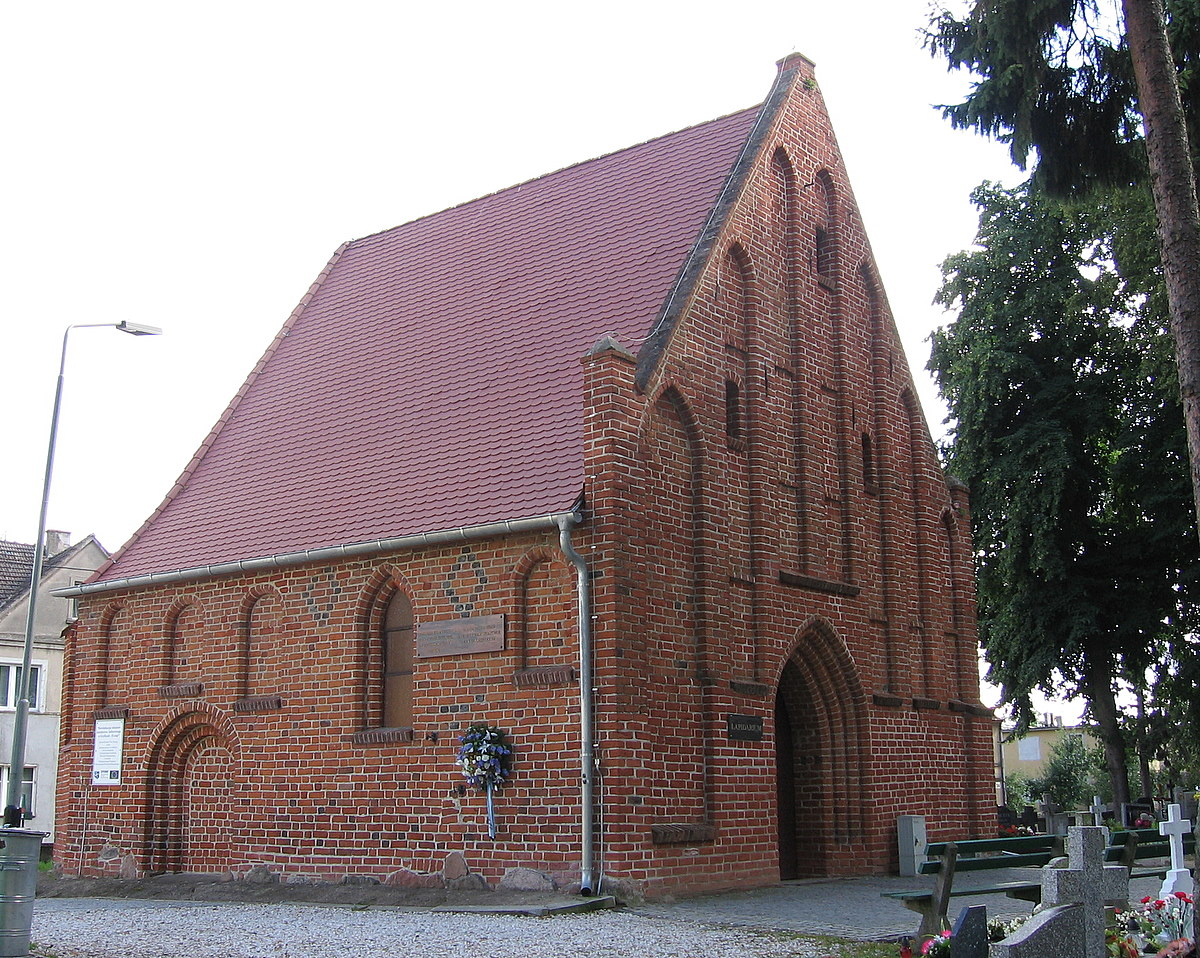
Kaplica św. Jerzego – lapidarium

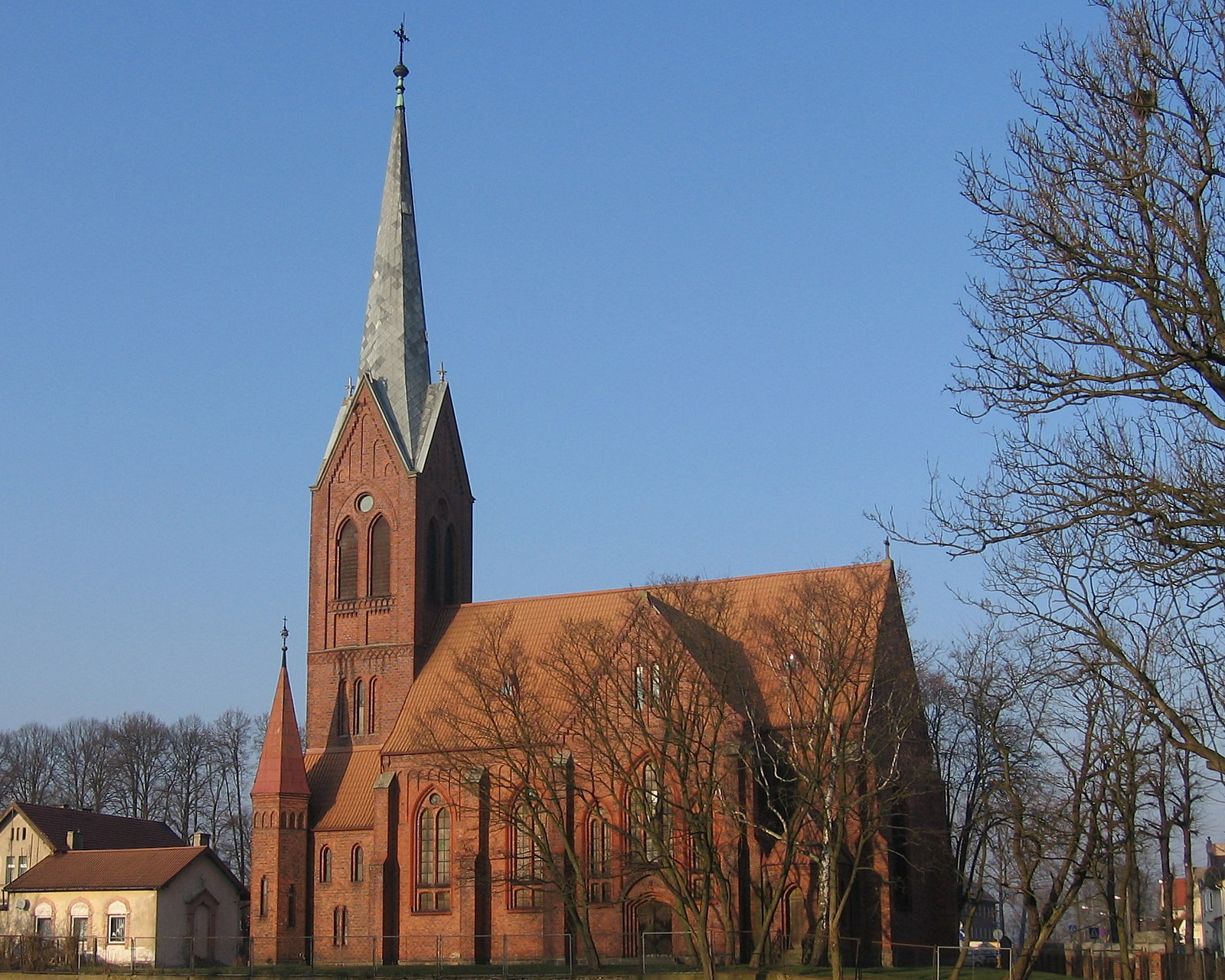
Cerkiew prawosławna pw. Zaśnięcia Przenajświętszej Bogurodzicy

Teren miasta obejmują 2 parafie rzymskokatolickie: parafia pw. Najświętszego Serca Pana Jezusa (przy której działała wspólnota Pustyni Miast) oraz parafia pw. Wniebowzięcia Najświętszej Maryi Panny, która jest siedzibą dekanatu Gryfice. Parafia ta została erygowana w 1977 r., przedtem Gryfice miały jedną parafię obsługującą dwa kościoły. W szpitalu wojewódzkim znajduje się kaplica pw. św. Łukasza Ewangelisty.
W mieście znajduje się parafialna cerkiew prawosławna pw. Zaśnięcia Przenajświętszej Bogurodzicy, która do 1945 r. była kościołem staroluterańskim pw. św. Jana (niem.) St. Johanniskirche, a w latach 1946–1954 kościołem katolickim pw. Stanisława Kostki. W Gryficach znajduje się zbór Kościoła Chrystusowego oraz Sala Królestwa miejscowego zboru Świadków Jehowy. Pozostałością sakralną na terenie miasta jest nieczynny kościół nowoapostolski (niem. Neueapostolische Kirche) przy ul. Rodziewiczówny (obiekt ten jest wykorzystywany przez Ośrodek Sportu i Rekreacji)
Na terenie starego cmentarza znajduje się kaplica św. Jerzego, która spełnia funkcję lapidarium. Nowy cmentarz komunalny znajduje się poza granicami miasta przy drodze powiatowej na Modlimowo.
Już od początków miasta rozpoczęto budowę ceglanego kościoła katolickiego. W XIII w. powstał tu klasztor franciszkanów wraz z przylegającym do niego kościołem (przy ul. Brackiej i Klasztornej). W XIV wieku w mieśbyło 5 kościołów. W 1534 r. kościół farny z nakazu księcia pomorskiego Barnima IX Pobożnego stał się własnością Kościoła luterańskiego. W 1535 r. miasto odwiedził z misją Jan Bugenhagen (przyjaciel Marcina Lutra). Reformacja przyniosła zmiany w oświacie i życiu kulturalnym – ludność pomorska w mieście ulegała dalszej germanizacji i osadnictwu niemieckiemu.
Żydowscy mieszkańcy Gryfic po raz pierwszy wzmiankowani byli w 1692 roku. W 1752 r. w mieście żyło siedem rodzin żydowskich, w 1880 r. społeczność żydowska liczyła 146 osób, istniały synagoga oraz cmentarz żydowski. W później liczba wyznawców judaizmu zmniejszała się do 68 osób w 1933 roku. W maju 1939 r. mieszkało już tylko 22 Żydów oraz pięć osób w małżeństwach mieszanych.
Przed II wojną światową wśród niemieckiej ludności dominowali wierni Pomorskiego Kościoła Ewangelickiego. Mniejszość stanowili katolicy i żydzi. W 1890 r. w powiecie gryfickim zamieszkiwało 35 039 osób. Było 86 katolików i 281 żydów (brak jest danych o ewangelikach). W 1925 r. było: ewangelików 42 092, katolików 803, żydów 164.

## Administracja

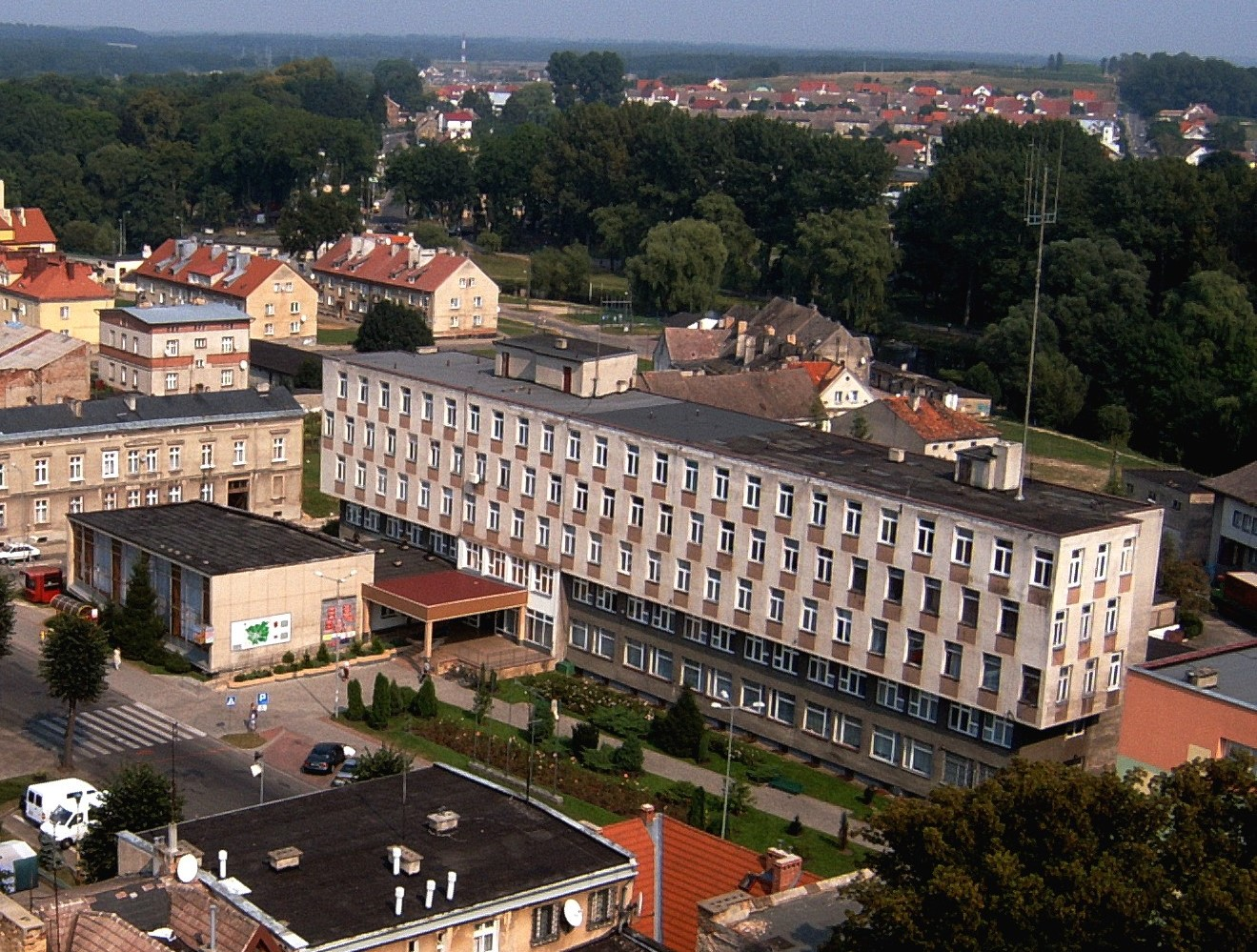
Budynek urzędu miejskiego i starostwa

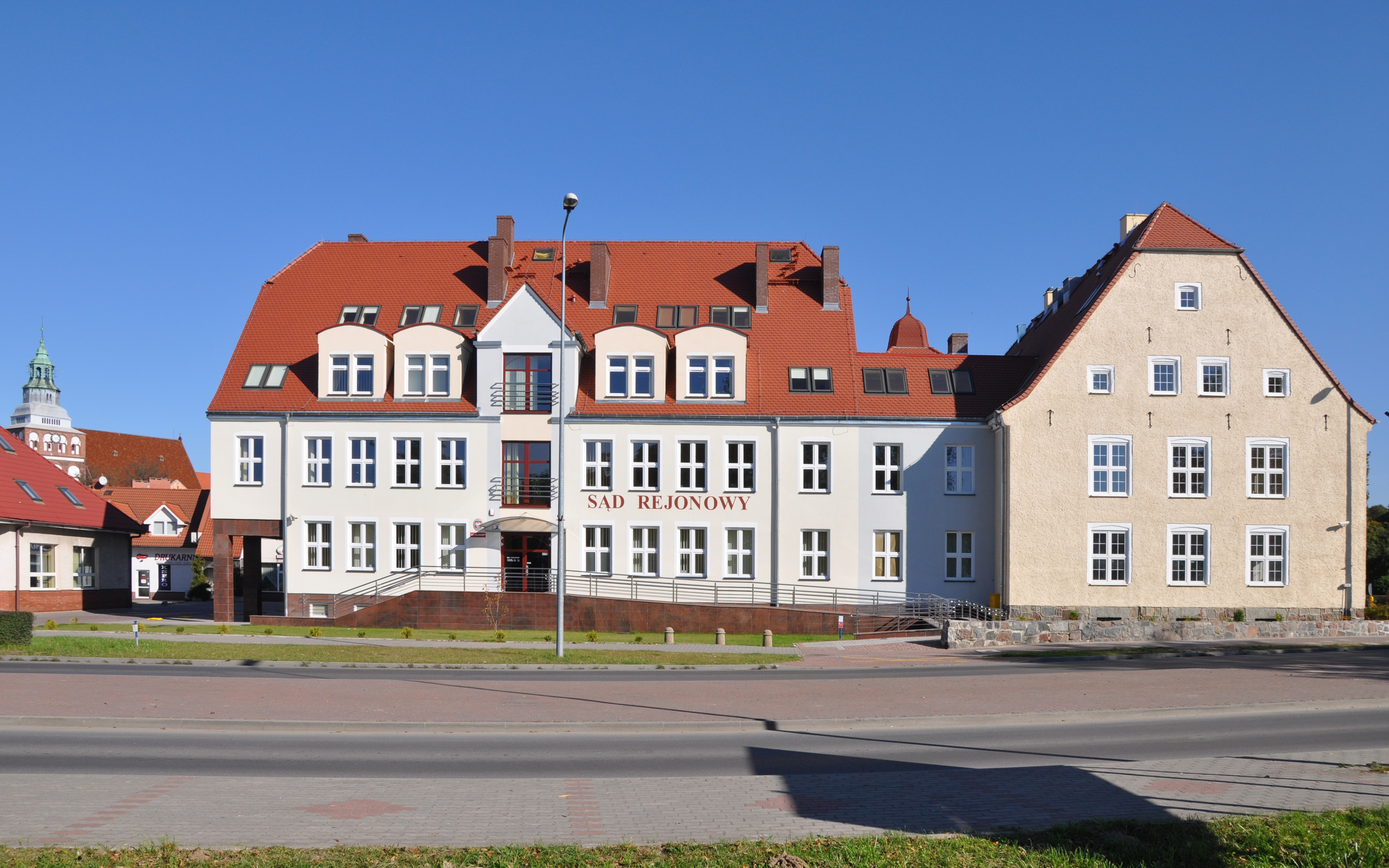
Budynek sądu rejonowego

Mieszkańcy Gryfic wybierają 15 z 21 radnych do rady miejskiej, w trzech okręgach wyborczych – w każdym po 5 mandatów. Pozostałych 6 radnych wybierają mieszkańcy terenów wiejskich gminy Gryfice. Organem wykonawczym władz jest burmistrz, siedzibą władz jest budynek przy Placu Zwycięstwa, w którym mieści się także większość urzędów.
Burmistrzowie Gryfic (od 1990):
- Stanisław Gołębiewski (7 czerwca 1990 – 5 lipca 1994[121]),
- Sławomir Sidor (5 lipca 1994 – 20 grudnia 1994),
- Andrzej Wacław Szczygieł (od 6 kwietnia 1995) – pełnił obowiązki burmistrza jako zastępca poprzedniego od 20 grudnia 1994 r., następnie w wyniku wyboru został powołany na stanowisko burmistrza Miasta i Gminy Gryfice. 27 października 2002 r., w wyniku pierwszych powszechnych wyborów wójtów, burmistrzów i prezydentów miast – został burmistrzem Gryfic[122].

Gmina Gryfice utworzyła w obrębie miasta 4 jednostki pomocnicze, zwane osiedlami (tj. Osiedle Nr 1, 2, 3, 4). W każdym z nich ogólne zebranie mieszkańców wybiera radę osiedla, składającą się z 15 członków. Rada wybiera zarząd osiedla, który składa się z 3 do 7 członków, wraz z przewodniczącym zarządu osiedla.
Mieszkańcy Gryfic wybierają parlamentarzystów z okręgu wyborczego nr 41, senatora z okręgu nr 98, a posłów do Parlamentu Europejskiego z okręgu nr 13. Mieszkańcy wybierają radnych do sejmiku województwa z okręgu II.
W Gryficach znajdują się 4 biura poselskie: Joachima Brudzińskiego (PiS), Longina Komołowskiego (PiS), Mirosławy Masłowskiej (PiS), Konstantego Oświęcimskiego (PO) oraz 1 biuro senatora Krzysztofa Zaremby (niezrzeszony).
W mieście działa prokuratura rejonowa, sąd rejonowy, a także szereg urzędów rangi powiatowej.

## Infrastruktura

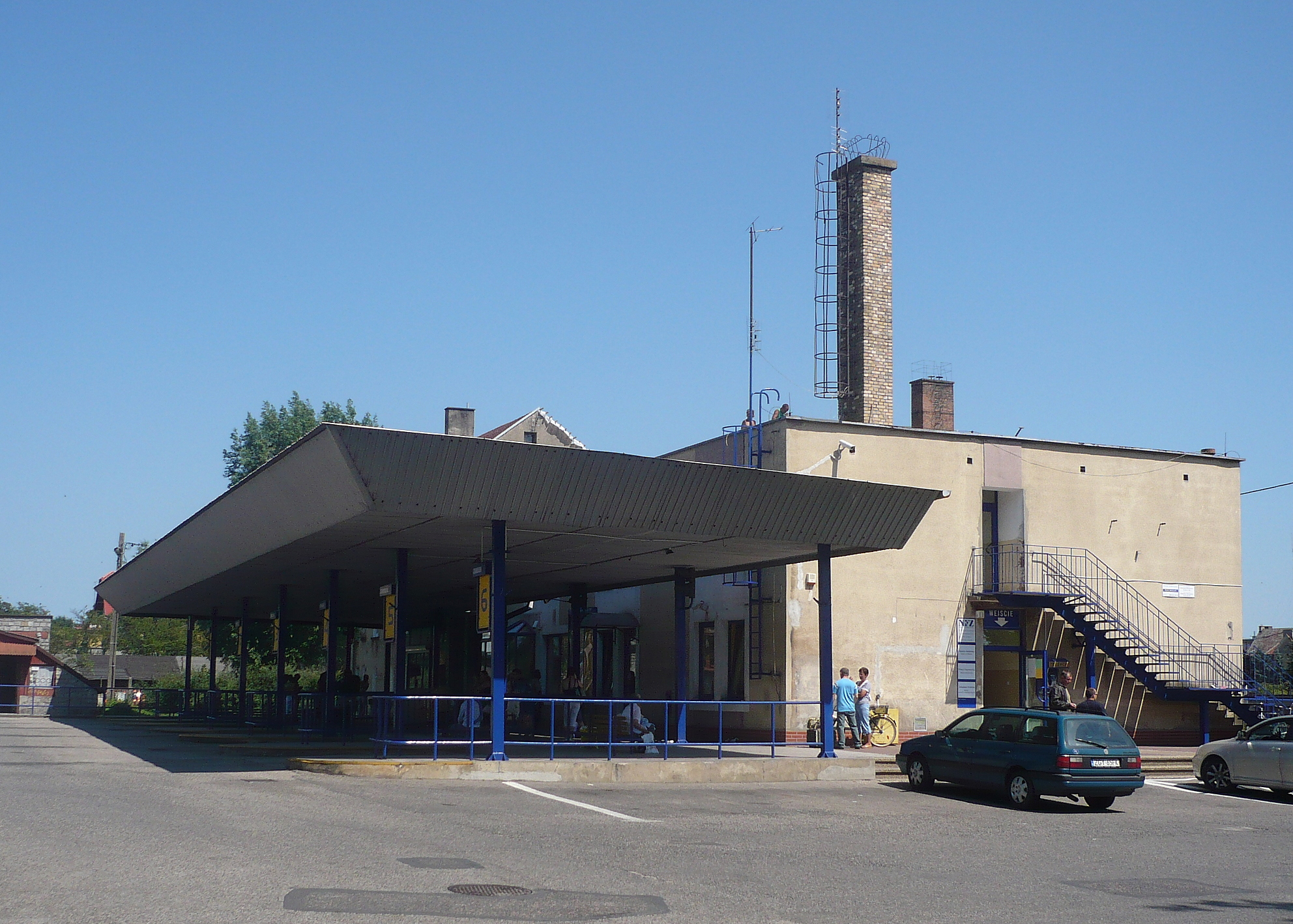
Dworzec autobusowy

### Transport
Gryfice są węzłem komunikacyjnym łączącym miejscowości leżące na wybrzeżu powiatu gryfickiego (Rewal, Niechorze, Mrzeżyno) z resztą kraju. Przez miasto przebiegają 3 drogi wojewódzkie: nr 105, nr 109, nr 110, a 12 km od miasta przebiega droga krajowa nr 6 ze Szczecina do Koszalina i Gdańska.

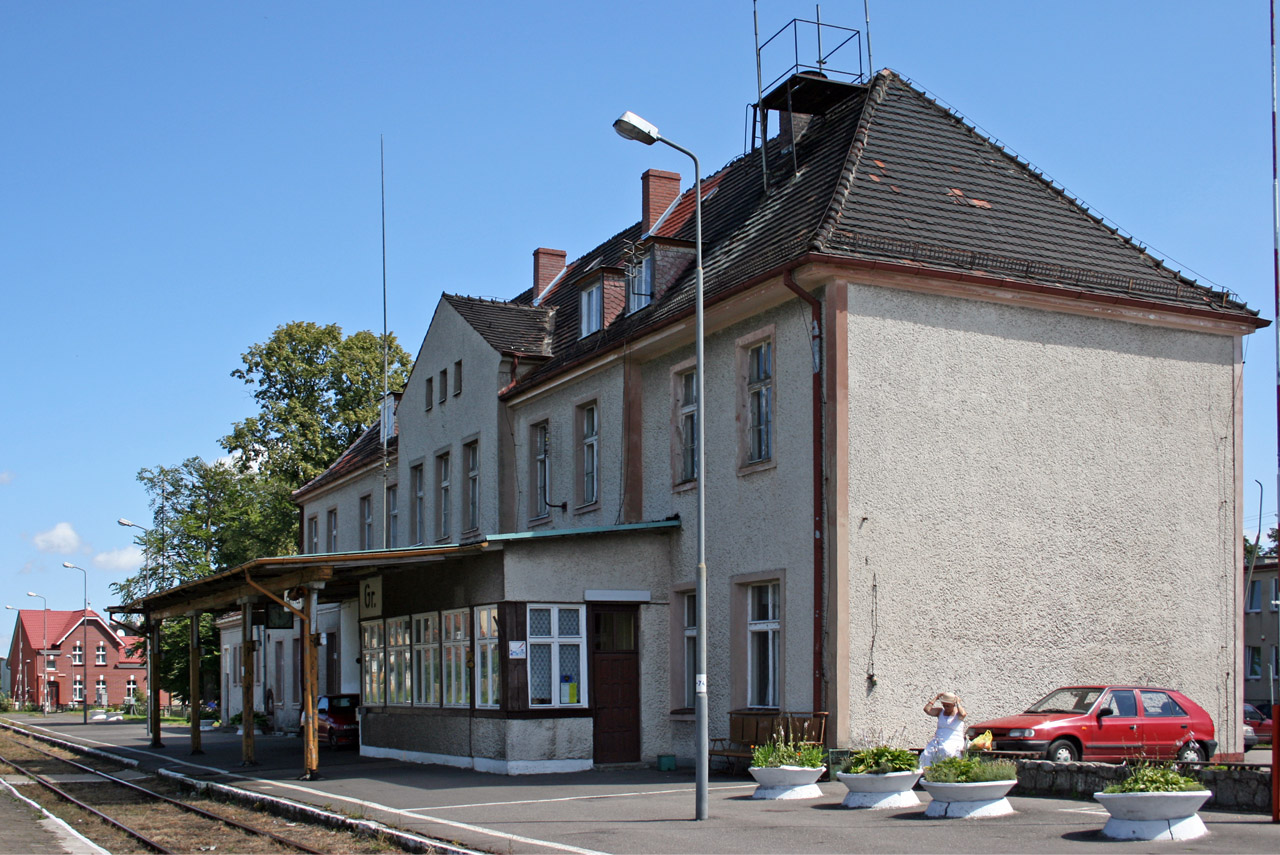
Dworzec kolejowy

Usługi komunikacji miejskiej świadczone są przez PKS Gryfice. Cztery firmy transportowe zapewniają połączenie ze Szczecinem i innymi miejscowościami.
W centrum miasta znajduje się dworzec autobusowy i kolejowy. Przez Gryfice przechodzi niezelektryfikowana linia kolejowa nr 402 z Goleniowa do Kołobrzegu. Gryficki dworzec kolejowy mieści się na zachód od Starego Miasta. W okresie wakacyjnym działa także jedna linia kolei wąskotorowej z Gryfic do Pogorzelicy.
Najbliżej znajdującym się lotniskiem jest port lotniczy Szczecin-Goleniów, z którym miasto ma dogodne połączenie poprzez drogę krajową nr 6. Najbliższe większe porty morskie znajdują się w Kołobrzegu i Dziwnowie, a najbliższa przystań jachtowa w porcie w Mrzeżynie.
W 2011 przy ul. Niechorskiej oddano do użytku sanitarne lądowisko.
W centrum Gryfic ustalono strefę płatnego parkowania ograniczoną ulicami: Wojska Polskiego, Niepodległości i parą ulic stanowiącą część placu Zwycięstwa, gdzie pobiera się opłaty w dni robocze.

### Gospodarka komunalna
| Forma własności            | Liczba | %     |
| -------------------------- | ------ | ----- |
| Mieszkania osób fizycznych | 2848   | 50,00 |
| Mieszkania spółdzielcze    | 1422   | 24,97 |
| Mieszkania komunalne       | 922    | 16,19 |
| Mieszkania TBS             | 260    | 4,56  |
| Mieszkania zakładów pracy  | 208    | 3,65  |
| Pozostałe mieszkania       | 36     | 0,63  |
| Σ                          | 5 696  | 100   |

Gryfice według danych z 2007 roku posiadały 5716 mieszkań o łącznej powierzchni 355 419 m². W mieście 99,6% mieszkań miało dostęp do wodociągów, 92% do łazienki, a 83,2% posiadało centralne ogrzewanie. Przeciętna powierzchnia użytkowa gryfickiego mieszkania to 62,2 m², a 21,7 m² przypadało na 1 mieszkańca.
Zakład Gospodarki Komunalnej w Gryficach jest jednostką organizacyjną gminy Gryfice, która zajmuje się m.in. dostawą wody i odprowadzaniem ścieków, gospodarką odpadów komunalnych, utrzymaniem zieleni, szaletów miejskich i obiektów rekreacyjno-sportowych (tj. stadion miejski, kąpielisko, przystań kajakowa z zapleczem technicznym).
W 2007 roku 98,7% mieszkańców Gryfic korzystało z sieci wodociągowej, 87,9% z sieci kanalizacyjnej, 94,1% z sieci gazowej. Przeciętny mieszkaniec Gryfic w 2007 roku zużył 38,8 m³ wody z wodociągów, 665,0 kWh energii elektrycznej, 182,5 m³ gazu z sieci.
Mieszkańcy Gryfic mają możliwość bezpłatnej sterylizacji kotów i usypiania ślepych jeszcze miotów. Miasto walczy z plagą bezpańskich kotów, dzięki umowie urzędu miejskiego z prywatną kliniką weterynaryjną.

### Infrastruktura techniczna
Do Gryfic doprowadzone są dwie linie elektryczne 110 kV z Kamienia Pomorskiego i z Kołobrzegu. Sieć miasta Gryfice zasilana jest ze stacji 110/15 kV (GPZ) o mocy 32 MVA. Z tej stacji wyprowadzanych jest liniami napowietrznymi i kablowymi 15 kV do 58 stacji transformatorowych 0,4 kV. Przy obciążeniach szczytowych stacja 110/15 kV nie posiada mocy rezerwowej. Lokalnym operatorem elektroenergetycznym jest Enea.
Głównym źródłem zaopatrzenia Gryfic w wodę jest ujęcie wody podziemnej zlokalizowane w południowo-zachodniej części miasta, przy ulicy Trzygłowskiej. Drugim źródłem wody dla miasta jest Stacja Uzdatniania Wody przy ul. Śniadeckich. Łączna wydajność ujęć komunalnych miasta wynosi 329 m³/h. W 2007 r. długość czynnej rozdzielczej sieci wodociągowej w mieście wynosiła 45,8 km.
W Gryficach znajdują się dwie oczyszczalnie ścieków. Pierwsza przemysłowa o przepustowości 300 m³/doba jest podłączona do zlikwidowanej cukrowni, druga miejska o przepustowości 6000 m³/doba jest wykorzystywana na poziomie 2/3 docelowej mocy. Władze gminy planują skanalizowanie i podłączenie do niej okolicznych wsi. W 2007 r. długość czynnej sieci kanalizacyjnej w mieście wynosiła 35,7 km.
Mieszkańcy miasta zasilani są w gaz ziemny wysokometanowy z istniejącego gazociągu wysokiego ciśnienia DN150 Goleniów – Gorzysław, poprzez stację redukcyjną I stopnia. Na obszarze miasta zlokalizowane są trzy stacje redukcyjne II stopnia, z których gazociągami niskoprężnymi obsługiwane jest całe miasto. W 2007 r. liczba gospodarstw domowych odbierających gaz w mieście wynosiła 5329.
Wydajność rozdzielni wynosi 3600 m³/h, a maksymalne zużycie zimą 1042 m³/h. Odbiorcy zaopatrywani są w gaz siecią niskoprężną z wyjątkiem ul. Trzygłowskiej, szpitala oraz kotłowni lokalnej przy ul. Wałowej, gdzie gaz dostarczany jest siecią średnioprężną. Długość sieci gazowej wynosi 38,5 km. W 2007 r. ogólna długość czynnej sieci gazowej w mieście wynosiła 46,64 km.
Gryfice zaopatrywane są w ciepło z kotłowni lokalnych wolno stojących lub wbudowanych, jednak w większości gospodarstw dominuje ogrzewanie piecowe oraz c.o. Ogrzewanie poszczególnych osiedli realizowane jest z reguły z kotłowni lokalnych o niewielkim obszarze obsługi. Zakłady przemysłowe i usługowe, urzędy, szkoły, przedszkola i gastronomia mają kotłownie lokalne o ograniczonej wydajności, opalane są paliwami stałymi i gazem.
W Gryficach działa spółka gminna Przedsiębiorstwo Energetyki Cieplnej, która prowadzi produkcję ciepła w 9 kotłowniach zasilanych gazem, miałem węglowym i zrębkami drzewnymi. PEC posiada kotłownie w Gryficach o łącznej zainstalowanej mocy 8,38 MW, którymi ogrzewa 972 lokale w mieście (wykorzystane 5,97 MW). Właścicielem kotłowni jest także Spółdzielnia Mieszkaniowa „Nad Regą” Gryfice, posiadająca 2 kotłownie gazowe o łącznej mocy 7,4 MW ogrzewające 90 tys. m². Kotłownię gazową o mocy 6,2 MW posiada szpital wojewódzki, który, wykorzystując 3,54 MW, ogrzewa własne budynki (26 tys. m²) oraz 200 lokali mieszkaniowych. Kotłownię na miał węglowy o mocy zainstalowanej 2,3 MW posiada cukrownia, która prócz zakładu ogrzewa 13 tys. m² w lokalach mieszkalnych.

### Ochrona środowiska
Gmina Gryfice należy do Celowego Związku Gmin R-XXI, przez co realizuje wspólny program gospodarowania odpadami, z innymi gminami. Obecnie wszystkie odpady z Gryfic trafiają na składowisko odpadów komunalnych pod Smolęcinem. W 2007 r. w mieście wytworzone w ciągu roku ogółem 1,6 tys. ton odpadów, z czego 1,1 tys. ton zostało poddane odzyskowi. Przy każdym większym osiedlu znajdują się pojemniki na plastik i szkło. Pojemniki na zużyte baterie posiada 1 dyskont spożywczy. W mieście nie prowadzi się zbiórki makulatury.
W czerwcu 2002 r. przeprowadzono ocenę stanu ekologicznego wód zgodnie z zaleceniami Ramowej Dyrektywy Wodnej, kwalifikując je do pięciu klas jakości. Ocena makrozoobentosu została przeprowadzona w oparciu o indeksy biotyczne (BMWP, TBI) oraz o indeks saprobowości. Dokonano próby na Redze poniżej Gryfic (36,9 km rzeki) oraz powyżej Gryfic (41,2 km). Stan ekologiczny makrozoobentosu w czerwcu 2002 r. na Redze poniżej Gryfic oceniono na bardzo dobry, powyżej Gryfic na dobry. Na podstawie wskaźnika saprobowości i wskaźnika TBI oceniono stan ekologiczny zespołu ichtiofauny – poniżej Gryfic na umiarkowany, a powyżej Gryfic na dobry.
Potencjalnymi zagrożeniami dla środowiska dla miasta są zakłady przemysłowe oraz szpital wojewódzki. Jeden z zakładów w Gryficach produkuje natryski łazienkowe oraz wanny na bazie żywic poliestrowych oraz płyt akrylowych.
Szpital posiada decyzję Wojewody Zachodniopomorskiego, zezwalającą na wytwarzanie odpadów niebezpiecznych oraz ich
unieszkodliwianie (szpital używa spalarki odpadów medycznych). Drugim zakładem przemysłowym posiadającym potencjalne źródła emisji zanieczyszczeń jest cukrownia, która ma trzy kotły rusztowe starej konstrukcji oraz gruntowe zbiorniki ziemne. Posiada instalację odsiarczania spalin, dzięki czemu emisja zanieczyszczeń została znacznie obniżona. Obecnie cukrownia jest zamknięta.

### Bezpieczeństwo
W zakresie ochrony przeciwpożarowej oraz innych miejscowych zagrożeń – w Gryficach działa Komenda Powiatowa Państwowej Straży Pożarnej. Jednostka ratowniczo-gaśnicza posiada trzy zmiany i wyposażona jest w specjalistyczny sprzęt.
W Gryficach działa również jednostka Ochotniczej Straży Pożarnej, która mieści się w siedzibie Państwowej Straży Pożarnej przy ulicy 3 Maja 25. Jednostka OSP działa w Krajowym Systemie Ratowniczo-Gaśniczym.

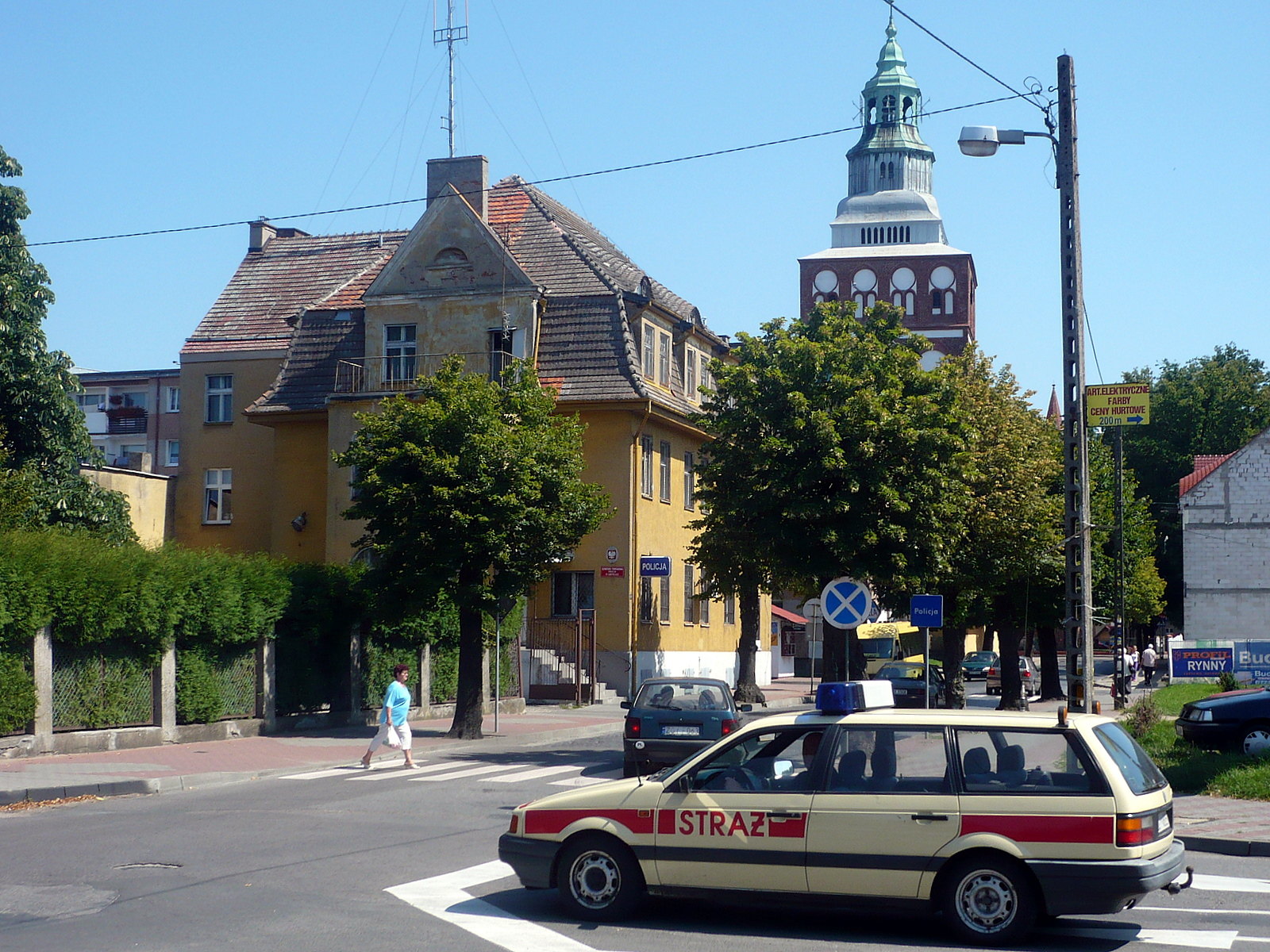
Samochód Straży Pożarnej i Komenda Powiatowa Policji

Teren miasta rozdzielony jest pomiędzy trzech dzielnicowych z Komendy Powiatowej Policji.
Gryfice posiadają Straż Miejską, a w Urzędzie Miejskim działa obrona cywilna i Gminne Centrum Reagowania.
Ratownictwo medyczne w Gryficach zapewnia placówka Wojewódzkiej Stacji Pogotowia Ratunkowego. Obsługują ją dwa zespoły ratownictwa medycznego (1 zespół specjalistyczny S oraz 1 zespół podstawowy P). Zespoły w zakresie swojego działania, prócz gminy Gryfice, obejmują gminy ościenne. W Gryficach mieści się także szpital wojewódzki, będący ogólnopolskim centrum leczenia oparzeń. Mieści się tutaj także szpitalny oddział ratunkowy.
Nad zapobieganiem powstawaniu chorób zakaźnych i epidemii czuwa Powiatowa Stacja Sanitarno-Epidemiologiczna. W Gryficach mieści się także powiatowy oddział WOPR.
Najbliższa jednostka wojskowa znajduje się w Trzebiatowie.

### Opieka zdrowotna
Największą placówką opieki zdrowotnej w Gryficach jest Zachodniopomorski Szpital Specjalistyczny. Mieszczący się przy ulicy Niechorskiej zespół szpitalny jest uprawniony do prowadzenia specjalizacji w następujących dziedzinach: anestezjologii i intensywnej terapii, chirurgii ogólnej, chorób wewnętrznych, medycyny ratunkowej, ortopedii i traumatologii narządu ruchu, neurologii, radiologii i diagnostyki obrazowej, pediatrii, rehabilitacji medycznej. W szpitalu znajduje się także Zachodniopomorskie Centrum Leczenia Ciężkich Oparzeń i Chirurgii Plastycznej.
Corocznie w klinice leczy się 17,5 tys. pacjentów. Szpital obejmuje 15 oddziałów, 19 pododdziałów, 27 pracowni, 5 zakładów, 6 sal operacyjnych i 3 zabiegowe. Przy obiekcie znajduje się także przyszpitalne lądowisko dla śmigłowców.
W Gryficach znajduje się 12 aptek i punktów aptecznych. W 2007 roku działało tu 10 niepublicznych zakładów opieki zdrowotnej oraz 2 publiczne ZOZ, które podlegały samorządowi terytorialnemu. Praktyki lekarskie w Gryficach prowadziło 3 lekarzy.

## Miasta partnerskie
Obecnie gmina Gryfice ma podpisane umowy z trzema miastami:
- Gryfów Śląski – umowa o współpracy i partnerstwie miast podpisana 13 czerwca 2008 r.,
- Güstrow – podpisały umowę współpracy 20 czerwca 1997 r.,
- Meldorf – współpracują od 1997 r.

Władze rozwijają kontakty z polskim miastem Gryfów Śląski. Gryfice w styczniu 2008 r. odwiedzili burmistrz i przewodniczący rady miejskiej Gryfowa.
Gryfice są członkiem Unii Miast i Gmin Dorzecza Regi oraz Celowego Związku Gmin R–XXI.